# Bremervörde
Die Stadt Bremervörde ist ein staatlich anerkannter Erholungsort im Norden des Landkreises Rotenburg (Wümme), Niedersachsen. Bremervörde war bis 1977 die Kreisstadt des damaligen Landkreises Bremervörde.

## Geographie
Bremervörde liegt im Zentrum des Elbe-Weser-Dreiecks an der Oste zwischen Bremerhaven und Hamburg. Umschlossen wird Bremervörde von der Samtgemeinde Börde Lamstedt im Nordwesten, der Samtgemeinde Oldendorf-Himmelpforten im Nordosten, der Samtgemeinde Fredenbeck im Osten, der Samtgemeinde Selsingen im Süden, Gnarrenburg im Südwesten und der Samtgemeinde Geestequelle im Westen.

### Stadtgliederung
Die Stadt teilt sich in die Kernstadt und die dazugehörenden Ortschaften auf. Zu diesen gehören Bevern, Elm, Hesedorf, Hönau-Lindorf, Nieder Ochtenhausen, Iselersheim, Mehedorf, Minstedt, Ostendorf, Plönjeshausen und Spreckens. Zu den Stadtteilen gehören folgende:
- Das Dänenviertel (alle Straßen haben dänische Namen; geht auf die dänische Herrschaftszeit zurück) ist ein Wohngebiet im Ostteil der Stadt.
- Engeo ist das südlichste Stadtgebiet und ist von den anderen durch den Oereler Kanal und die Bahngleise getrennt. Dort befinden sich die OsteMed Klinik, das Schwimmbad Delphino sowie zahlreiche Schulen (Gymnasium, Haupt-, Realschule, Berufsbildende Schulen, Grundschule Engeo, Grundschule Bremervörde).
- Die Fresenburg ist mit dem Fresenburger Moor nördlich des Vörder Sees gelegen und dient als Überschwemmungsgebiet bei Hochwasser.
- Die Gnattenbergswiesen befinden sich im Nordosten der Stadt an der Bundesstraße 74 Richtung Stade und beherbergen einige Gewerbestandorte sowie die städtische Kläranlage.
- Der nördlichste Stadtteil Höhne liegt am gleichnamigen Waldgebiet mit dem Plietenberg (33,4 m), der höchsten Erhebung im Stadtgebiet.
- Das Industrie- bzw. Gewerbegebiet Bremervördes liegt im Westen an der Bundesstraße 71/74. Es unterteilt sich in Nord, Süd, Voßberg und das Wohngebiet Kornbeck. Im Januar 2013 wurde im Industriegebiet Nord die neue Justizvollzugsanstalt Bremervörde eröffnet.
- Die Innenstadt Nord wird durch die B 71/74 und den Vörder See begrenzt. Dort liegen das Messegelände, der Marktplatz (heute ein Parkplatz), der Hafen, das Haus am See und ein Teil des Natur- und Erlebnisparks sowie das alte Rathaus.
- Die Innenstadt Süd liegt zwischen den Bahngleisen und der B 71/74. In ihr liegen der Bahnhof, das Mühlencenter, die Schule am Mahlersberg, die katholische Kirche und die OsteMed-Kliniken mit Pflegebereich.
- Der Stadtteil Neues Feld und Finkenmoor liegt im nördlichen Stadtgebiet. Dort befinden sich der Natur- und Erlebnispark mit der Welt der Sinne und der Bürgerpark sowie das barrierefreie Jugendhotel Ostel.
- Das Stadtgebiet Schützenpark und Walkmühle erstreckt sich von der Gerichtsherrenbrücke bis zum Mulsumer Weg bei Tinste (Ortsteil von Mulsum), in dem sich der Standort der ehemaligen Walkmühle am Pulvermühlenbach, der Schützenhof sowie die Sportanlagen des Bremervörder SC mit Schützenhofstadion befinden.
- Die Stadtmitte beherbergt das Rathaus, den Rathausmarkt, die Fußgängerzone mit den Geschäften, die Grundschule Stadtmitte und die St.-Liborius-Kirche.
- Das Neubaugebiet Vörder Feld liegt im Osten und ist ein reines Wohngebiet, das gegen Ende des 20. Jahrhunderts errichtet wurde.
- Das Vorwerk, welches sich zum großen Teil am rechten Osteufer befindet, ist überwiegend ein Waldgebiet und besitzt mit dem ehemaligen Burg- und Schlossgelände das historische Grundgelände Bremervördes. Auf dem Burgberg liegen das Kreishaus und das Bachmann-Museum. Außerdem gibt es noch das Wehr am rechten Ostearm, die Straßenmeisterei und das Stuhmer Museum

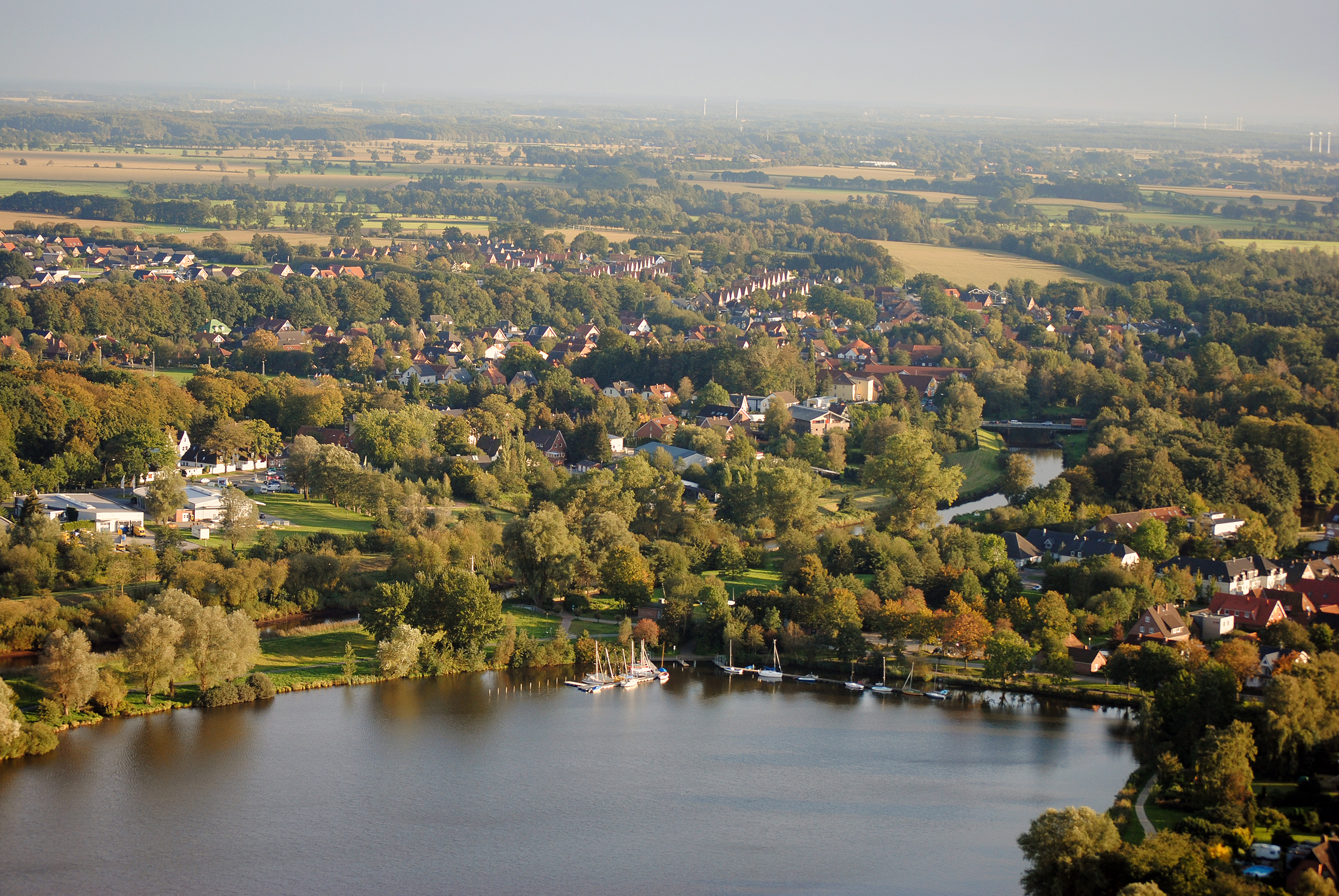
Luftaufnahme des südöstlichen Stadtgebietes vom Vörder See aus

### Nächste Städte
| Geestland, Cuxhaven 37 km, 51 km          | Hemmoor, Otterndorf 22 km, 39 km            | Stade, Glückstadt 25 km, 38 km                    |
| Bremerhaven 38 km                         | Kompassrose, die auf Nachbargemeinden zeigt | Harsefeld, Buxtehude, Hamburg 24 km, 37 km, 57 km |
| Osterholz-Scharmbeck, Bremen 37 km, 51 km | Zeven, Rotenburg (Wümme) 24 km, 45 km       | Tostedt, Buchholz in der Nordheide 44 km, 52 km   |

### Nachbargemeinden
An die Stadt Bremervörde grenzen folgende Gemeinden:
- Gemeinde Gnarrenburg
- Samtgemeinde Börde Lamstedt mit den Gemeinden Hollnseth und Lamstedt
- Samtgemeinde Fredenbeck mit der Gemeinde Kutenholz
- Samtgemeinde Geestequelle mit den Gemeinden Alfstedt, Ebersdorf und Oerel
- Samtgemeinde Oldendorf-Himmelpforten mit den Gemeinden Estorf, Heinbockel und Oldendorf
- Samtgemeinde Selsingen mit den Gemeinden Deinstedt, Farven und Sandbostel

### Gewässer

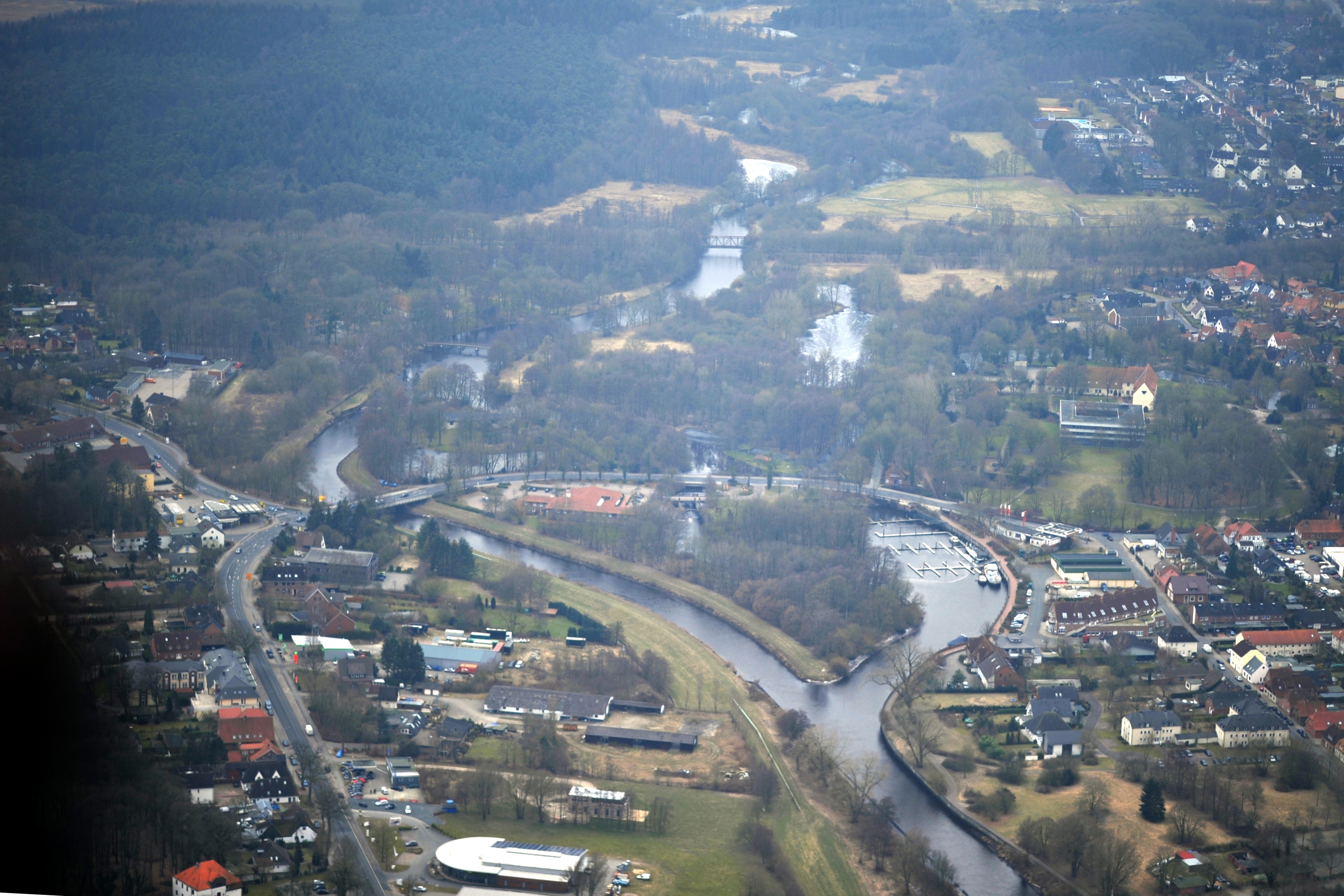
Die Osteinsel mit dem Bremervörder Hafen sowie dem Auesee rechts der Oste

Durch Bremervörde fließt die Oste, welche von dort bis zur Mündung eine befahrbare Wasserstraße ist. Dieser als Unteroste gekennzeichnete Abschnitt (nördlich des Bremervörder Wehrs) war bis Juni 2010 eine Bundeswasserstraße. Die Oberoste (südlich des Wehrs) ist lediglich für die Sportschifffahrt zugänglich. Am linken Ostearm befindet sich der Bremervörder Hafen (Flusskilometer 0,2), welcher für die Freizeitschifffahrt sowie vom Oste-Yacht-Club und Vörder-Yacht-Club genutzt wird. Im südlichen Stadtgebiet mündet die Bever in die Oberoste, nordöstlich zweigt der Oste-Schwinge-Kanal ab.
Außerdem befinden sich in Bremervörde einige Seen, von denen der bekannteste der Vörder See ist. Dieser ist ein künstlich angelegter See, der als Naherholungsort dient und Teil des Natur- und Erlebnispark Bremervörde ist. Einziger Zufluss ist der Balbecksbach, der vor der Errichtung des Sees in die Oste mündete. Weitere Seen im Stadtgebiet sind der ehemalige Burggraben, der Gelbe See und der Auesee im Auepark.

### Geologie
Bremervörde liegt am Schnittpunkt der Zevener mit der Stader Geest und ist somit überwiegend auf Geestboden gelegen. Allerdings befinden sich um die Stadt herum einige Moorflächen (Vörder Moor im Norden, Teufelsmoor im Südwesten), sodass auch der Einfluss dieser zu erkennen ist. Die tiefsten Stellen im Stadtgebiet befinden sich in den Moordörfern im Norden (Hönau-Lindorf, Iselersheim, Mehedorf, Ostendorf), tiefster Punkt sind die Ostendorfer Wiesen (−0,5 m). Die höchsten Erhebungen sind der Plietenberg (33 m) sowie der Steinberg (30 m) im Waldgebiet Höhne, der Rethwiesenberg (25 m) bei Elm, der Sprakelsberg (25 m) bei Hesedorf und der Feldberg (22 m) bei Minstedt.

### Klima
|                       | Jan  | Feb  | Mär  | Apr  | Mai  | Jun  | Jul  | Aug  | Sep  | Okt  | Nov  | Dez  |   |       |
| Mittl. Tagesmax. (°C) | 3    | 3,9  | 7,2  | 11,9 | 17   | 20,2 | 21,4 | 21,6 | 18,1 | 13,5 | 7,8  | 4,3  | ⌀ | 12,5  |
| Mittl. Tagesmin. (°C) | −1,8 | −1,5 | 0,6  | 3    | 7,2  | 10,5 | 12,2 | 12   | 9,7  | 6,5  | 2,7  | −0,3 | ⌀ | 5,1   |
|                       |      |      |      |      |      |      |      |      |      |      |      |      |   |       |
| Niederschlag (mm)     | 57,3 | 44,9 | 45,8 | 53,2 | 63,2 | 67,3 | 83   | 84,2 | 68,8 | 62,4 | 71   | 68,3 | Σ | 769,4 |
|                       |      |      |      |      |      |      |      |      |      |      |      |      |   |       |
| Regentage (d)         | 17,1 | 13,3 | 15,4 | 14,7 | 14,1 | 15,2 | 16,4 | 15,7 | 15,8 | 15,6 | 17,8 | 17,8 | Σ | 188,9 |
|                       |      |      |      |      |      |      |      |      |      |      |      |      |   |       |
| Luftfeuchtigkeit (%)  | 93,8 | 88,9 | 83,7 | 77,3 | 75,1 | 76,4 | 77,7 | 77,3 | 82,3 | 86,6 | 89,9 | 93,8 | ⌀ | 83,5  |

| −1,8 |

| −1,5 |

| 0,6 |

| 3 |

| 7,2 |

| 10,5 |

| 12,2 |

| 12 |

| 9,7 |

| 6,5 |

| 2,7 |

| −0,3 |

| −1,8 |

| −1,5 |

| 0,6 |

| 3 |

| 7,2 |

| 10,5 |

| 12,2 |

| 12 |

| 9,7 |

| 6,5 |

| 2,7 |

| −0,3 |

| N i e d e r s c h l a g | 57,3 | 44,9 | 45,8 | 53,2 | 63,2 | 67,3 | 83  | 84,2 | 68,8 | 62,4 | 71  | 68,3 |
|                         | Jan  | Feb  | Mär  | Apr  | Mai  | Jun  | Jul | Aug  | Sep  | Okt  | Nov | Dez  |

## Geschichte

### Mittelalter

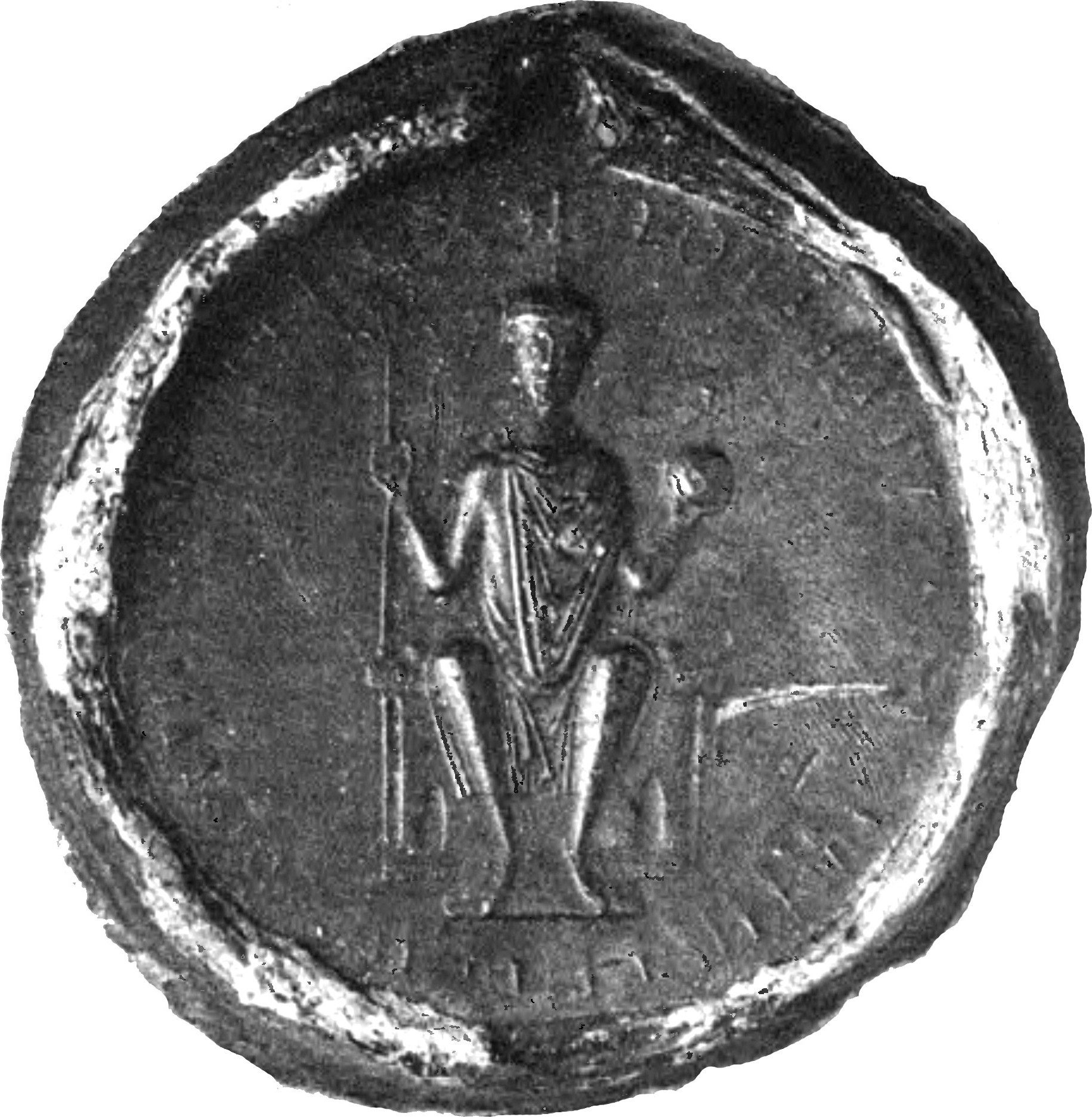
Der Gründer der Burg Vörde auf einem späteren Siegel als Kaiser Lothar III.

Zu Beginn des 12. Jahrhunderts ließ Sachsenherzog Lothar von Süpplingenburg, der spätere Kaiser Lothar III., an einer strategisch wichtigen Furt über die Oste die Wasserburg Vörde erbauen. Dieses „castrum vorde“ war in den folgenden Jahrhunderten wegen seiner Größe und Bedeutung im Land zwischen Elbe und Weser oft Gegenstand erbitterter kriegerischer Auseinandersetzungen.
So gelangte die Festung im Streit um das Erbe der Grafen von Stade 1144 zunächst in den Besitz Herzog Heinrichs des Löwen und seiner Söhne, ehe sie 1219 an das Erzbistum Bremen fiel. Wegen ihrer zentralen Lage in diesem geistlichen Fürstentum wurde die Burg Vörde bald zu dessen Hauptburg. Im späten Mittelalter wurde sie zum Sitz der Zentralverwaltung des Erzstifts sowie der Lokalverwaltung der Vogtei oder des Amtes Bremervörde. Mehrere Bremer Erzbischöfe haben als weltliche und geistliche Oberhäupter des Erzstiftes von Bremervörde aus regiert, da sie sich wegen der häufigen Auseinandersetzungen mit dem Rat der Stadt Bremen und den dortigen Kaufleuten nur selten in Bremen aufhielten.

### Frühe Neuzeit

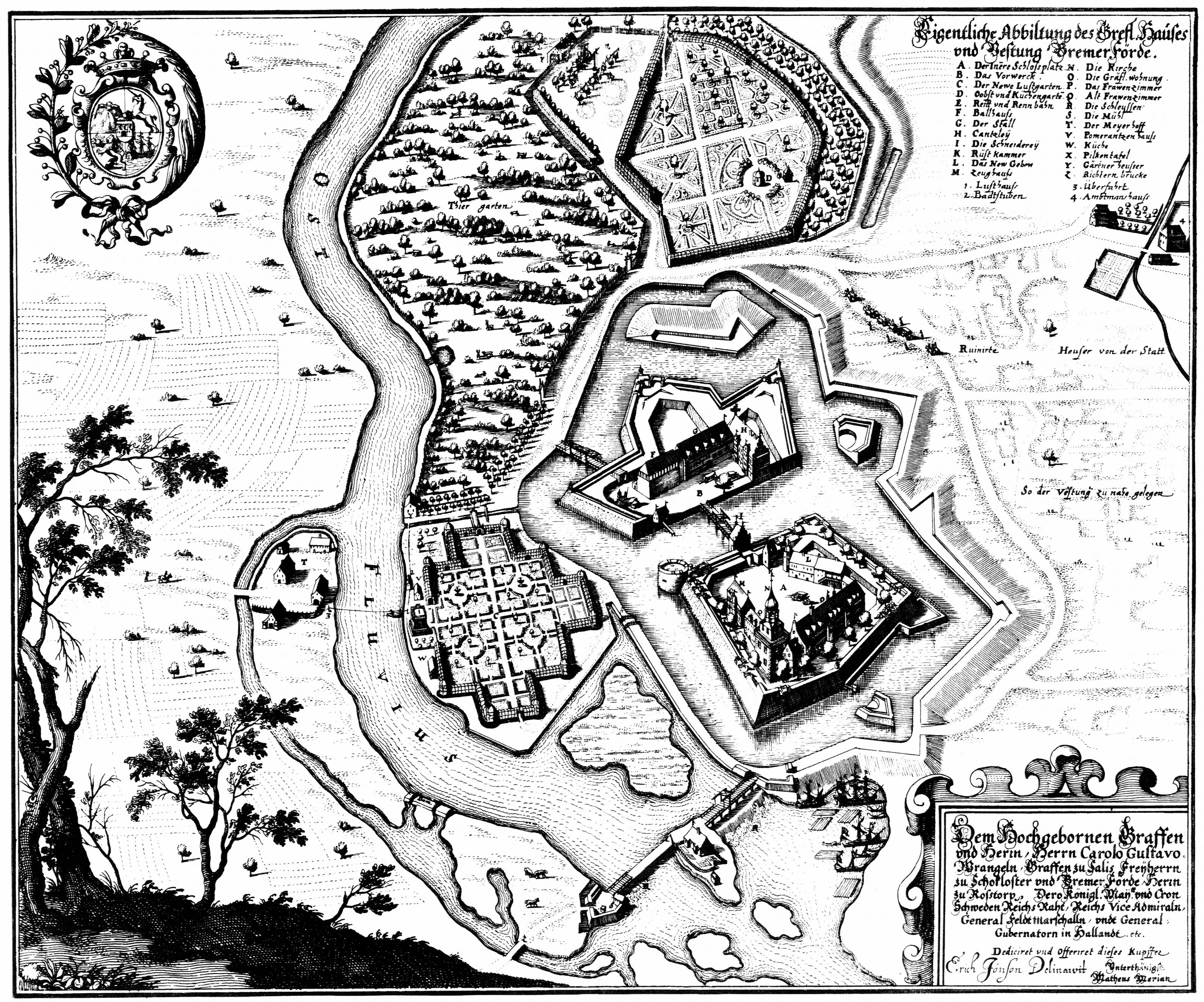
Merian-Kupferstich, 1653

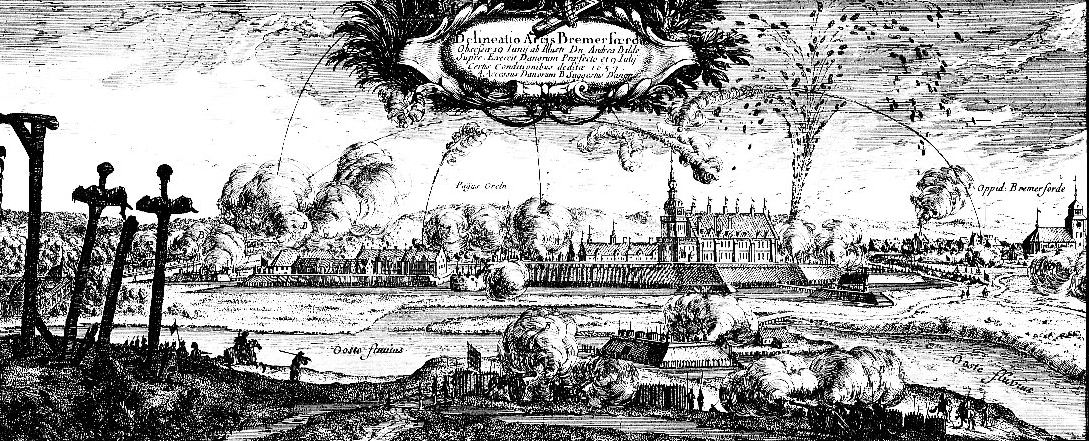
Die Beschießung Bremervördes durch die Dänen, 1657

Im Laufe des Dreißigjährigen Kriegs wurde Bremervörde mehrmals von Kaiserlichen, Dänen und Schweden belagert, so 1627 und 1646. Im Frieden von Osnabrück wurde der Ort 1648 dem neugeschaffenen Herzogtum Bremen-Verden zugeschlagen, das der Königin von Schweden als Reichsfürst unterstand. Da Bremervörde im Krieg größtenteils zerstört worden war, verlegten die Schweden den Regierungssitz des Herzogtums nach Stade.
Während des Ersten Nordischen Kriegs zwischen Dänemark und Schweden wurde der Ort 1657 erneut belagert, und im Schwedisch-Brandenburgischen Krieg von 1675 bis 1676 unternahmen mehrere Staaten des Heiligen Römischen Reiches und Dänemark einen Feldzug zur Eroberung Bremervördes. Im Frieden von Saint-Germain fiel der Ort 1679 zurück an Schweden. Diese ließen die Burg Vörde 1682 schleifen und die Gebäude des Schlosses abbrechen. Nur die ehemalige Kanzlei der Erzbischöfe von Bremen und Verden aus der Zeit um 1608 blieb erhalten, das heutige Alte Kreishaus. Das gewonnene Baumaterial wurde unter anderem für die Errichtung des Schwedenspeichers in Stade verwendet.
Dänemark eroberte das Herzogtum und mit ihm Bremervörde 1712 erneut und verkaufte es 1715 an das Kurfürstentum Braunschweig-Lüneburg, das seit dem Vorjahr in Personalunion mit Großbritannien verbunden war. Im Zuge der Französischen Revolutionskriege wurde das Gebiet 1803 von Frankreich besetzt und 1810 zunächst dem neu geschaffenen Königreich Westphalen, dann direkt dem Französischen Kaiserreich unter Napoléon I. eingegliedert.

### 19. und 20. Jahrhundert
Nach den Beschlüssen des Wiener Kongresses fiel das gesamte Territorium 1815 an das Königreich Hannover. In die hannoversche Zeit fiel die Erhebung Bremervördes zur Stadt, die sich von 1833 bis 1852 hinzog.
1855 fiel bei Bremervörde ein 7,25 Kilogramm schwerer Meteorit. Er zählt zur Klasse H/L3,9 der Gewöhnlichen Chondriten. Der größte heute noch vorhandene Teil befindet sich in der Universität Göttingen.
Der Hafen von Bremervörde war im 19. und Anfang des 20. Jahrhunderts als Endpunkt der Schifffahrt auf der Oste ein wichtiger Umschlagplatz für Torf aus dem Teufelsmoor sowie für Stackbusch, der von Ewern weitertransportiert wurde. Mit der Verbesserung der landgebundenen Verkehrswege im 20. Jahrhundert verlor die Flussschifffahrt jedoch vollständig ihre Bedeutung.
Infolge des Deutschen Krieges wurde das Königreich Hannover und damit Bremervörde 1866 von Preußen annektiert. Im Jahr darauf wurde die Stadt zum Verwaltungssitz des Landkreises Bremervörde, der bis 1977 bestand. Nach dem Ende des Zweiten Weltkriegs und der Auflösung Preußens wurde 1946 das Land Niedersachsen gebildet, zu dem Bremervörde seither gehört.
Am 1. März 1974 wurden die Gemeinden Bevern, Elm, Hesedorf bei Bremervörde, Hönau-Lindorf, Iselersheim, Mehedorf, Minstedt, Nieder Ochtenhausen, Ostendorf, Plönjeshausen und Spreckens eingegliedert.

## Politik

### Stadtrat
Der Stadtrat ist die kommunale Volksvertretung sowie das Hauptorgan der Stadt Bremervörde und besteht aus 32 Ratsfrauen und Ratsherren. Dies ist die festgelegte Anzahl für eine Gemeinde mit einer Einwohnerzahl zwischen 15.001 und 20.000 Einwohnern. Die 32 Ratsmitglieder werden durch eine Kommunalwahl in allgemeiner, unmittelbarer, freier, gleicher und geheimer Wahl für jeweils fünf Jahre gewählt. Die gegenwärtige Amtszeit begann am 1. November 2021 und endet am 31. Oktober 2026. Weiteres ständiges und stimmberechtigtes Mitglied des Stadtrates ist die hauptamtliche Bürgermeisterin bzw. der hauptamtliche Bürgermeister der Stadt.
Während sich die Partei der Vernunft (PDV) und Die Linke bei der Kommunalwahl 2011 erstmals aufstellen ließen und jeweils einen Sitz im Stadtrat erhielten, trat die Christliche Mitte (CM) 2016 nicht erneut an, nachdem 2011 nicht ausreichend Stimmen für einen Platz im Rat erreicht wurden. Die Linke konnte das Ergebnis von 2011 bestätigen, der Vertreter der PDV hingegen stand 2016 als unabhängiger Kandidat zur Wahl, erzielte jedoch nicht genug Stimmen. Auch die Wählergemeinschaft Freier Bürger (WFB), die bereits 2011 nicht mehr angetreten war, stellte keine Kandidaten für die Wahl 2016.
2011 bildete sich zunächst eine Koalition aus SPD, der Wählergruppe proBRV, den Grünen und der FDP, so dass CDU und PDV die Opposition stellten. Die Koalition löste sich jedoch nach einiger Zeit auf, woraufhin sich der bisherige Oppositionsführer CDU mit den Grünen und der FDP auf eine neue Mehrheit im Rat einigte, die auch bis zur Wahl 2016 Bestand hatte. Aufgrund der absoluten Mehrheit, die die CDU nach dem Wahlergebnis 2016 innehat, erübrigte sich die Koalitionsfindung.

### Bürgermeister
Hauptamtlicher Bürgermeister der Stadt ist Michael Hannebacher (parteilos). Bei der letzten Bürgermeisterwahl im September 2021 wurde er mit 62,72 % der Stimmen gewählt. Die Wahlbeteiligung lag bei 60,26 %, rund sieben Prozentpunkte höher als in der vorigen Bürgermeisterwahl. Hannebachers Vorgänger Detlev Fischer (CDU) hatte sein Amt im November 2014 angetreten und den bisherigen Amtsinhaber Eduard Gummich (CDU) abgelöst, der nicht mehr kandidiert hatte.

### Ortsrat  und Ortsbürgermeister
- SPD: 7
- Grüne: 4
- proBRV: 3
- FDP: 1
- CDU: 17

Nachdem ein Bürgerentscheid im September 2009 die Bildung eines Ortsrates der Kernstadt Bremervörde bestimmt hatte, wurde dieser zu den Kommunalwahlen 2011 erstmals gewählt.
Bei der Kommunalwahl 2021 ergab sich folgende Verteilung der neun Sitze im Ortsrat:
| Partei / Liste       | Sitze |
| CDU                  | 4     |
| SPD                  | 3     |
| WG Bremervörde/Engeo | 1     |
| Bunte Liste          | 1     |

Nach den Ortsratswahlen 2021 wurde Dirk-Frederik Stelling (CDU) als Nachfolger von Frank Pingel (CDU) zum Ortsbürgermeister der Kernstadt gewählt.

### Wappen
| Wappen von Bremervörde | Blasonierung: „In Rot der wachsende, golden (gelb) nimbierte hl. Liborius mit golden (gelb) bordiertem silbernen (weißen) Mantel und silberner (weißer) Kappe, der rechts einen aufrechten silbernen (weißen) Schlüssel und links ein mit Goldschnitt belegtes offenes Buch hält.“ |
| Wappen von Bremervörde | Wappenbegründung: Das Wappen der Stadt Bremervörde zeigt auf rotem Grund ein in Silber gehaltenes Bildnis des heiligen Liborius mit Heiligenschein, der in der Rechten einen silbernen Schlüssel, in der Linken ein offenes Buch hält.                                             |

### Städtepartnerschaften
Barth, Deutschland, seit dem 10. September 1990

 Krosno Odrzańskie, Polen, seit dem 7. November 2008

### Städtefreundschaften
Falmouth, Cornwall, Vereinigtes Königreich, seit der Gebietsreform 1977

## Kultur und Sehenswürdigkeiten

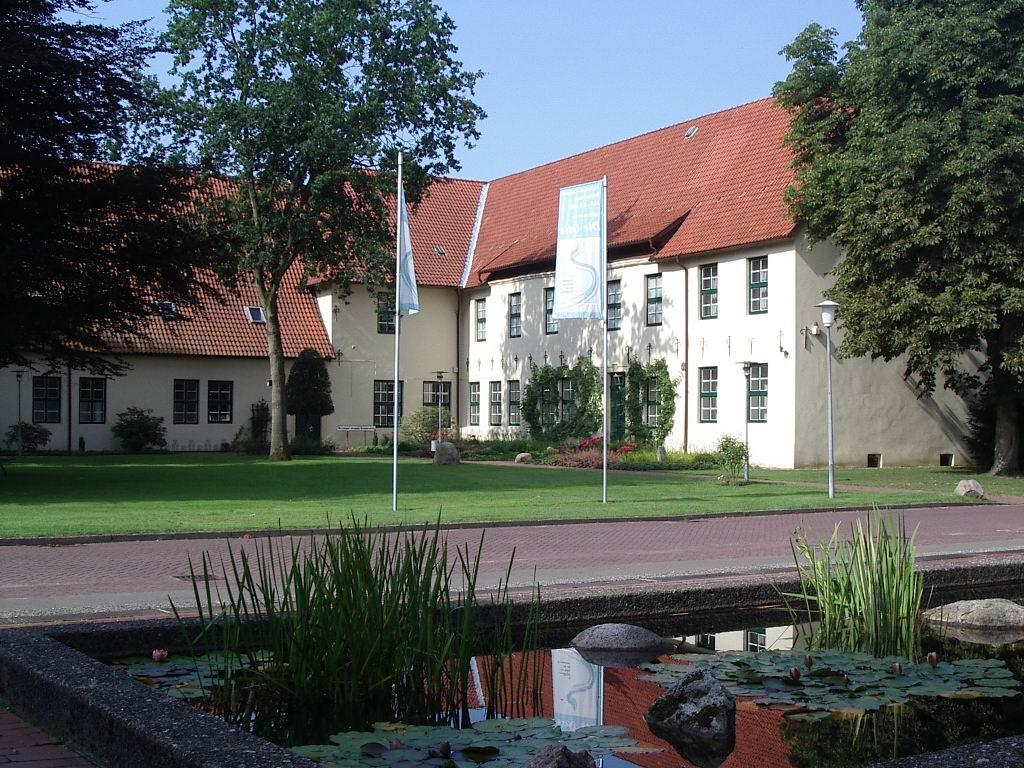
Das Bachmann-Museum in den alten Gebäuden der Burg Bremervörde

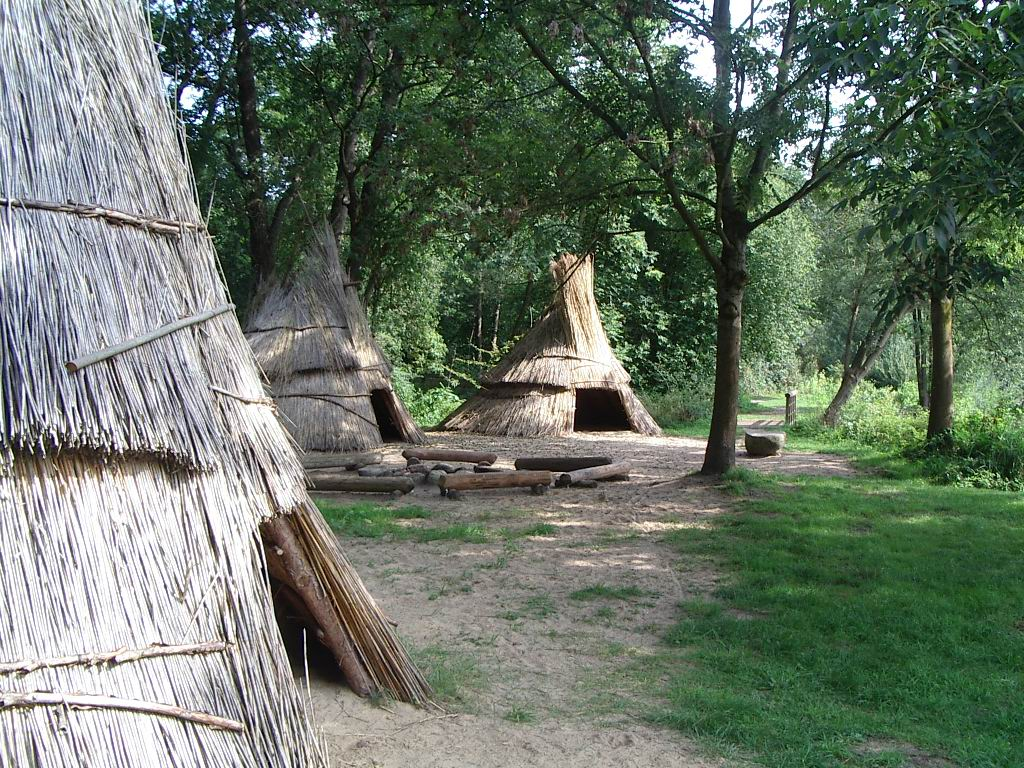
Die rekonstruierte Steinzeitsiedlung

### Museen
- Bachmann-Museum im alten Kreishaus, dem mit über 400 Jahren ältesten Gebäude der Stadt. Nach dem Neubau des gegenüberliegendem Kreishauses wurde das Gebäude zunächst als Kreismuseum und bis 1991 auch als Kreisarchiv genutzt. Heute beherbergt das Museum, nach dem Heimatforscher August Bachmann benannt, Exponate zur Erdgeschichte, Archäologie, Geschichte und Volkskunde. Es finden Wanderausstellungen, Führungen und Vortragsreihen statt. In der Nähe befindet sich am Auesee ein rekonstruiertes Hüttendorf der Mittelsteinzeit als Teil des Museums.[14]
- Stuhmer Museum, Vorwerkstraße 17 seit 1959; es stellt das Leben im westpreußischen Landkreis Stuhm dar von 1900 bis 1945 mit Ausstellungsstücke aus dem täglichen Leben, aber auch Fotos, Kunstgegenstände und Urkunden.[15] Der Landkreis Rotenburg (Wümme) ist seit 1956 Patenkreis des Heimatkreises Stuhm der Landsmannschaft Westpreußen. An Brauchtum sowie Vertreibung und Flüchtlinge wird erinnert.
- Museum Hein Meyer - Otto Tetjus Tügel Zuhause, seit 2021 im Erdgeschoss des Alten Rathauses, Neuen Straße 33
- Trachtenmuseum von 2019 in Hesedorf, Auf der Loge 2a

### Musik

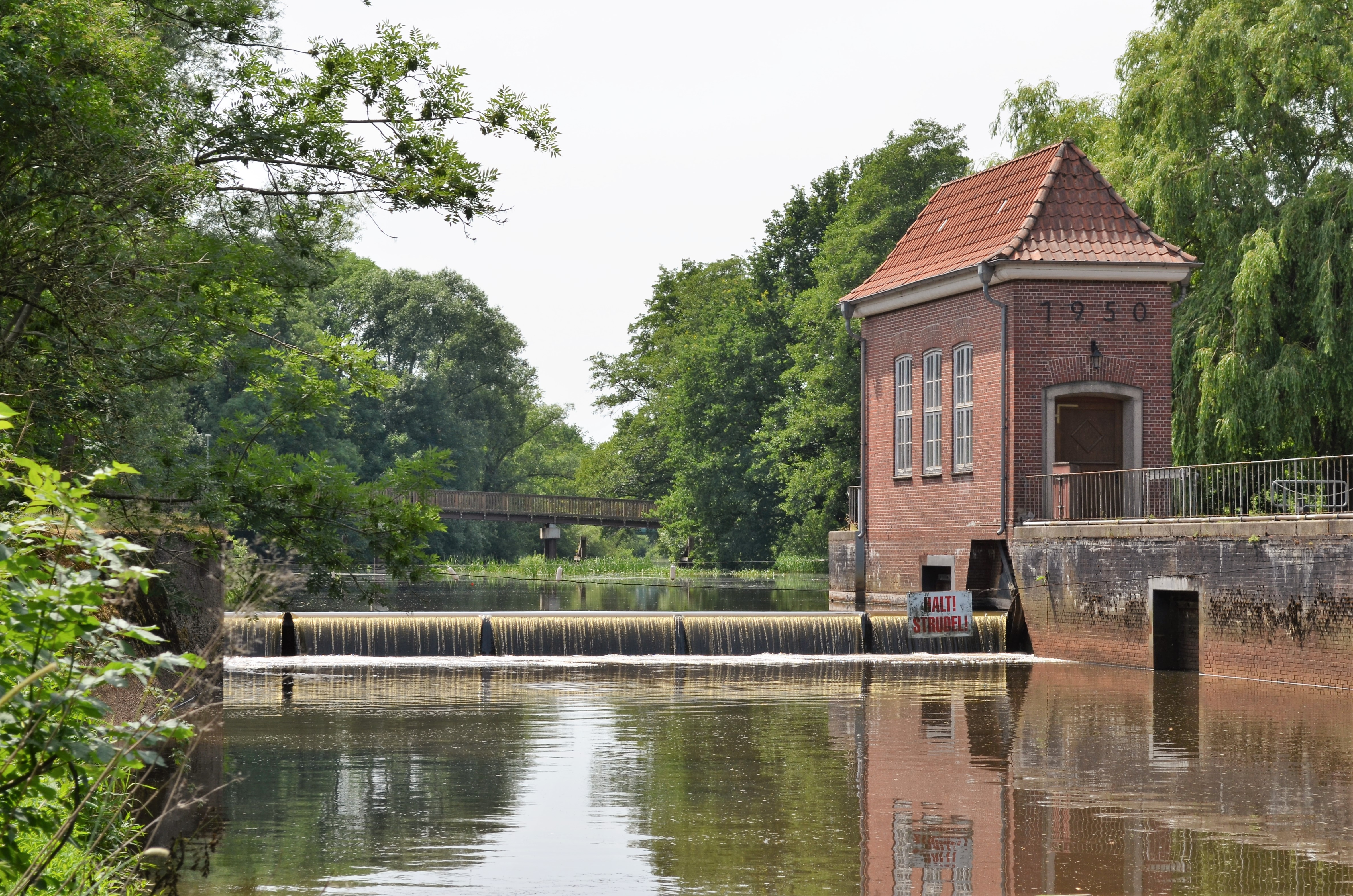
Ostewehr

- Les Garçons war eine 1963 gegründete Bremervörder Beatband, die bis 1968 in Norddeutschland spielte und 1992 ein Comeback erlebte. Der erste öffentliche Auftritt fand im Sommer 1963 im Erweiterungsgebäude der alten, 1963 abgerissenen, Mittelschule statt. Aufgrund des Erfolges folgten weitere Auftritte zum Tanztee im Haus der Jugend und sehr häufig im Bremervörder Schützenhof. 25 Jahre später kam der Kern der Gruppe wieder zusammen, und sie spielten u. a. bei der Oldie Night am Vörder See. Dieser Auftritt mit vielen „alten“ Fans war so bewegend, dass ein Neubeginn beschlossen wurde.
- Die Bremervörder Stadtkapelle von 1988  spielt auf lokalen Veranstaltungen (u. a. Sommerkonzert). Die Stadtkapelle unterhält ein Jugendorchester und besitzt rund 60 aktive Mitglieder.[16]

### Bauwerke und Denkmale

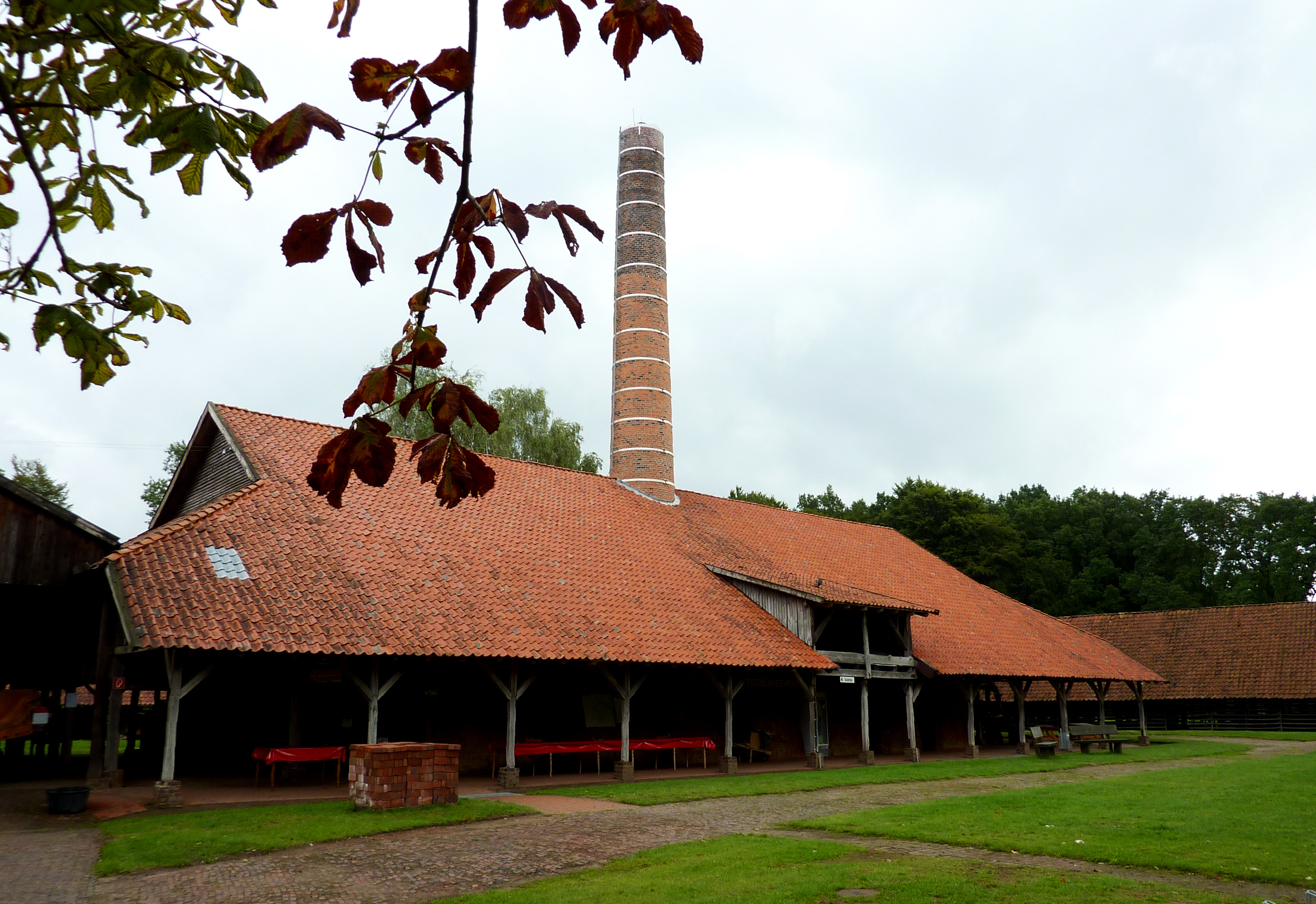
Ziegelei Pape in Bevern

Im Stadtgebiet existieren einige Denkmäler, viele auch in den umliegenden Ortschaften.
- Vorwerk Vörde, noch bestehend aus dem ehemaligen Wohnhaus von 1690 und dem  Wirtschaftsgebäude aus dem 18. Jahrhundert, beide in Fachwerk
- Windmühle Elm, genannt Henriette, Galerieholländer, 1773 in Hamburg-Övelgönne gebaut, 1871 versetzt nach Elm,  heute museal mit Bäckerei- und Heimatmuseum genutzt.
- Heimathausanlage mit Museumsscheune in Plönjeshausen: Das Ensemble, besteht aus Schafstall, Backhaus, Durchfahrtsscheune, freistehendem Lehmbackofen, Wagenremise, Göpelschauer mit Rosswerk und einer rekonstruierten Scheune, die teilweise aus den vergangenen Jahrhunderten stammen.
- Speicher Mühlheimer Straße 11 des Gutes Köppen von um 1790 in Fachwerk, um 2000 umgesetzt und heute Gemeinschaftshaus von Nieder Ochtenhausen
- Wohnhaus Kirchenstraße 12 von 1816 in Fachwerk, seit 1873 Germelmannhaus als Weinhandlung
- Superintendentur Bremervörde, Kirchenstraße 10, von 1818 in Fachwerk
- Heimathaus Logehuus als Wohn- und Wirtschaftsgebäude Auf der Loge 2 von um 1850 in Hesedorf: Kulturzentrum mit Theater, Konzerte, Dauerausstellungen sowie weitere Veranstaltungen.
- Heimathaus Mehedorf: Das Mehedorfer Heimathaus wurde 1991 zusammen mit Brunnen und Steinbackofen neu aufgebaut, nachdem es in Ostendorf abgetragen wurde. Dort finden regelmäßig Veranstaltungen wie Theateraufführungen statt.

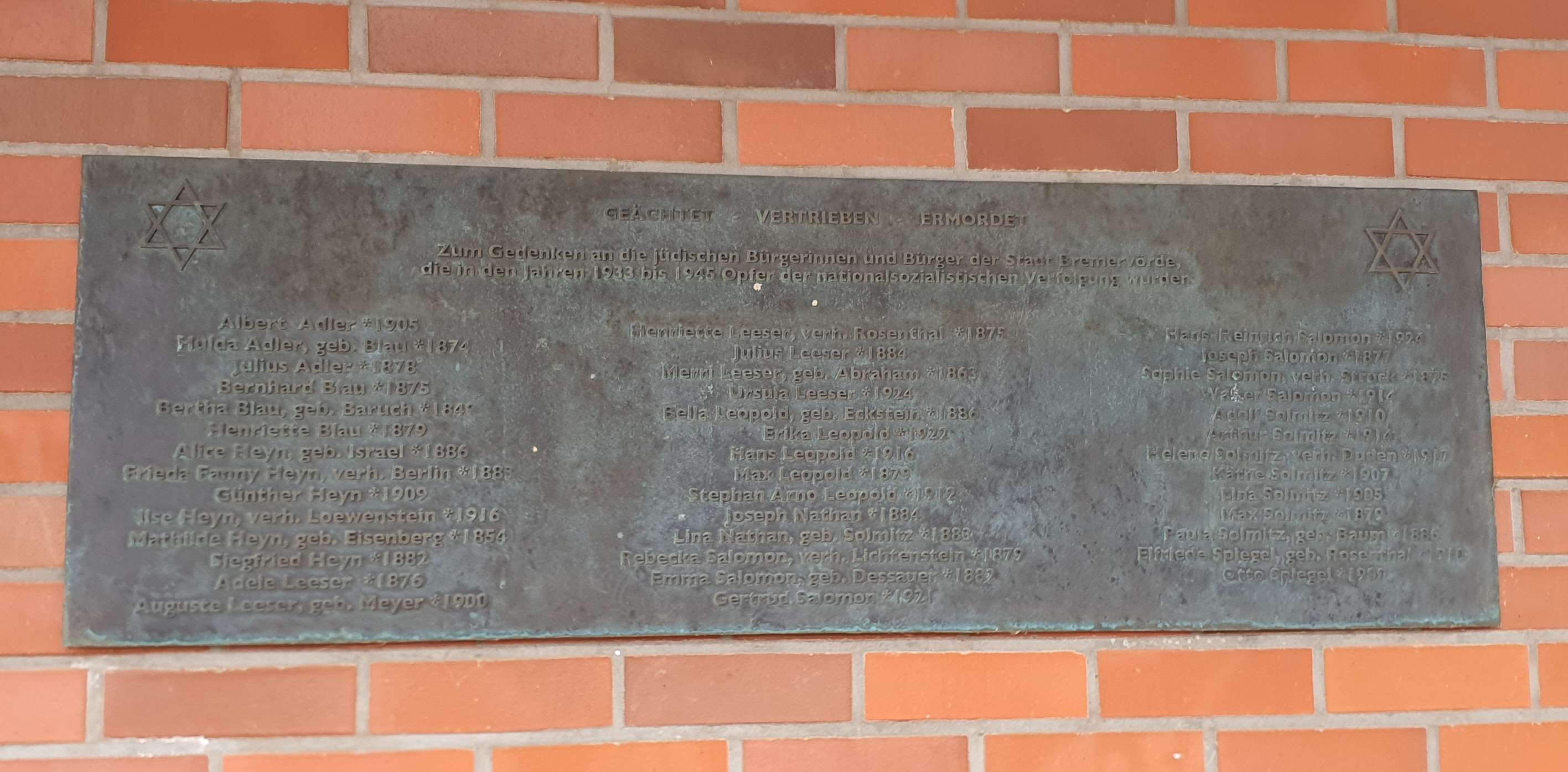
Gedenktafel am Rathaus erinnert an die jüdischen Opfer der nationalsozialistischen Verfolgung in Bremervörde von 1933 bis 1945.

- Gedenktafel am Rathaus erinnert an die jüdischen Opfer der nationalsozialistischen Verfolgung in Bremervörde von 1933 bis 1945.Holländer-Galerie-Windmühle Henriette: Die über 20 Meter hohe Mühle, die 1871 in Elm wiederaufgebaut wurde, nachdem sie beinahe 100 Jahre in Hamburg stand, ist Teil der Mühlenroute und ein attraktives Kulturdenkmal.
- Kornspeicher in Nieder Ochtenhausen mit Mansardenspeicher; diente als Lagerungsplatz für Korn, Sanierung 2000, danach  Veranstaltungsort
- Ziegelei Pape: Ehemalige Bevener aus dem 19. und 20. Jh.; Ziegelei als bedeutendes Industriedenkmal mit Einbindung in die Landschaft
- Kleensches Haus als Wohnhaus Am Hafen 1 von 1853 für den Holzhändler Johann Jürgen Kleen (1814–1870).
- Wohn- und Geschäftshaus Neue Straße 96 von 1878
- Die Wohnhäuser Großer Platz Nr. 2, 3 (beide um 1860) und 4 (1904) stehen unter Denkmalschutz sowie auch an der Bremer Straße das Nr. 25 (1898) und die Villa Bremer Straße 27 (1899)
- Ehem. Postamt Bremervörde von 1897, Brunnenstraße 6, heute Wohn- und Geschäftshaus mit Café
- Wohnhaus Bremer Straße 38 von 1898; seit 1991 Kreisarchiv
- Ostewehr mit Schleuse von 1950 zwischen Ostebrücke (B 71) und Fußgängerbrücke (Auepark–Vorwerk); es dient der Wasserstandsregulierung am Oberlauf der Oste

### Naturdenkmale
Die nachstehende Tabelle listet alle aktuellen und ehemaligen Naturdenkmale im gesamten Stadtgebiet auf. (Stand: Dezember 2012)
| Denkmal-Nummer | Bezeichnung                                            | Standort            | Datum der Verordnung | Anmerkungen                           |
| -------------- | ------------------------------------------------------ | ------------------- | -------------------- | ------------------------------------- |
| ND-ROW 50      | Findlinge (Granit und Gneise)                          | Bevern              | 7. Juli 1937         |                                       |
| ND-ROW 51      | Moränengruppe Plietenberg mit Hügelgrab und Baumgruppe | Bremervörde         | 7. Juli 1937         |                                       |
| ND-ROW 74      | Hofeiche                                               | Iselersheim         | 31. Oktober 1939     |                                       |
| ND-ROW 75      | Königstanne                                            | Hesedorf            | 31. Oktober 1939     | nicht mehr vorhanden                  |
| ND-ROW 79      | Hilgenborn                                             | Hesedorf            | 31. Oktober 1939     |                                       |
| ND-ROW 84      | Hofeiche                                               | Bevern              | 1. Dezember 1947     |                                       |
| ND-ROW 95      | Breitwüchsige Eiche (Schattenbaum im Felde)            | Bremervörde         | 29. Juni 1951        |                                       |
| ND-ROW 109     | Alte Rotbuche                                          | Bremervörde         | 17. März 1955        |                                       |
| ND-ROW 110     | 300-jährige Eiche                                      | Bremervörde         | 17. März 1955        |                                       |
| ND-ROW 143     | Gruppe von 3 Hügelgräbern Hexenberg                    | Bevern              | 26. April 1957       |                                       |
| ND-ROW 144     | Gruppe von 2 Hügelgräbern                              | Bevern              | 26. April 1957       |                                       |
| ND-ROW 145     | Gruppe von 3 Hügelgräbern                              | Bevern              | 26. April 1957       |                                       |
| ND-ROW 146     | Hügelgrab                                              | Bevern              | 26. April 1957       |                                       |
| ND-ROW 147     | Hügelgrab                                              | Bevern              | 26. April 1957       |                                       |
| ND-ROW 156     | Hügelgräberfriedhof                                    | Hesedorf            | 26. April 1957       |                                       |
| ND-ROW 189     | Alte Buche                                             | Minstedt            | 16. Februar 1960     | Beseitigung am 11. Mai 1987 genehmigt |
| ND-ROW 201     | Stechginster (etwa 7 Sträucher)                        | Bremervörde         | 7. Juli 1937         | nicht mehr vorhanden                  |
| ND-ROW 205     | Kastanie                                               | Nieder Ochtenhausen | 31. Oktober 1939     | nicht mehr vorhanden                  |

### Grünflächen und Naherholung
Der Natur- und Erlebnispark, welcher sich rund um den Vörder See befindet ist der größte Park in Bremervörde. Er bietet Freizeit- und Sportmöglichkeiten und dient der Stadt als Aushängeschild für den staatlich anerkannten Erholungsort. In ihm befinden sich das Café Dunkel, das Haus am See, das Haus des Waldes, die Parklandschaft mit groß angelegten Blumenbeeten, ein Discgolf-Kurs mit 18 Körben, die Welt der Sinne und die Wohnmobilstation.
Der eher klein angelegte Bürgerpark nahe dem Neuen Feld dient vor allem Spaziergängern und schließt direkt an den Neuenfelder Friedhof an.

### Friedhöfe
Der Neuenfelder Friedhof ist der größte Friedhof der Stadt und befindet sich im südlichen Bereich des Neuen Feldes. Er beinhaltet zudem eine Kapelle sowie eine kleine Kriegsgräberstätte und schließt direkt an den Bürgerpark an, die Gottesdienste für Begräbnisse finden in der nahegelegenen Auferstehungskirche statt.
Die beiden weiteren Friedhöfe am Engeoer Wäldchen und am Schützenpark sind recht klein und dienen als Ergänzung zum Neuenfelder Friedhof.

### Sport
Überregional bekannt ist die Handballabteilung des TSV Bremervörde. Die erste Mannschaft spielte in der Saison 2008/2009 in der 2. Bundesliga (Nord). Seit der Saison 2010/2011 spielt die Mannschaft in der Oberliga Nordsee (4. Liga) und wurde ein Jahr später Meister, verzichtete allerdings aus wirtschaftlichen Gründen auf den Aufstieg.
Des Weiteren verfügt der TSV Bremervörde über eine große Leichtathletik-Abteilung, die besonders in den Jugendmannschaften einige Erfolge vorweisen kann. Die weiteren Sparten des Vereins sind Badminton, Basketball, Kanu, Karate, Kegeln, Radsport, Rudern, Schwimmen, Tanzen, Tischtennis, Turnen und Volleyball.
Seit dem 24. Oktober 2014 besteht ein zweiter Ruderverein in Bremervörde, dieser hat es sich zur Aufgabe gemacht, den Leistungssport in Bremervörde zu dieser Sportart zu bewahren und die Aktiven angemessen zu fördern.
Im Fußballbereich gibt es den Bremervörder SC, der von 2011 bis 2013 sowie seit 2015 in der Bezirksliga Lüneburg 3 spielt. Außerdem unterhält er zusammen mit dem TSV Gnarrenburg eine Schachspielgemeinschaft.
Seit 2022 gibt es am Vörder See einen Discgolf Kurs mit 9 Körben, der im Oktober 2024 auf 18 insgesamt Körbe erweitert wurde. Die Kraken Bremervörde, die Discgolf Sparte beim TSV Iselersheim, veranstaltet regelmäßig Turniere mit überregionaler Beteiligung.

### Regelmäßige Veranstaltungen
In Bremervörde finden die folgenden Veranstaltungen regelmäßig statt:
- Weihnachtsmarkt auf dem Rathausmarkt, jährlich Anfang Dezember
- City-West-Stadtfest, jährlich im Juli
- Schützenfest Bremervörde, jährlich
- Ladenhütermarkt, halbjährlich (Frühling, Herbst)
- Jahrmarkt auf dem Messegelände nahe dem Vörder See, halbjährlich (Frühling, Herbst)[20]

### Skulpturen

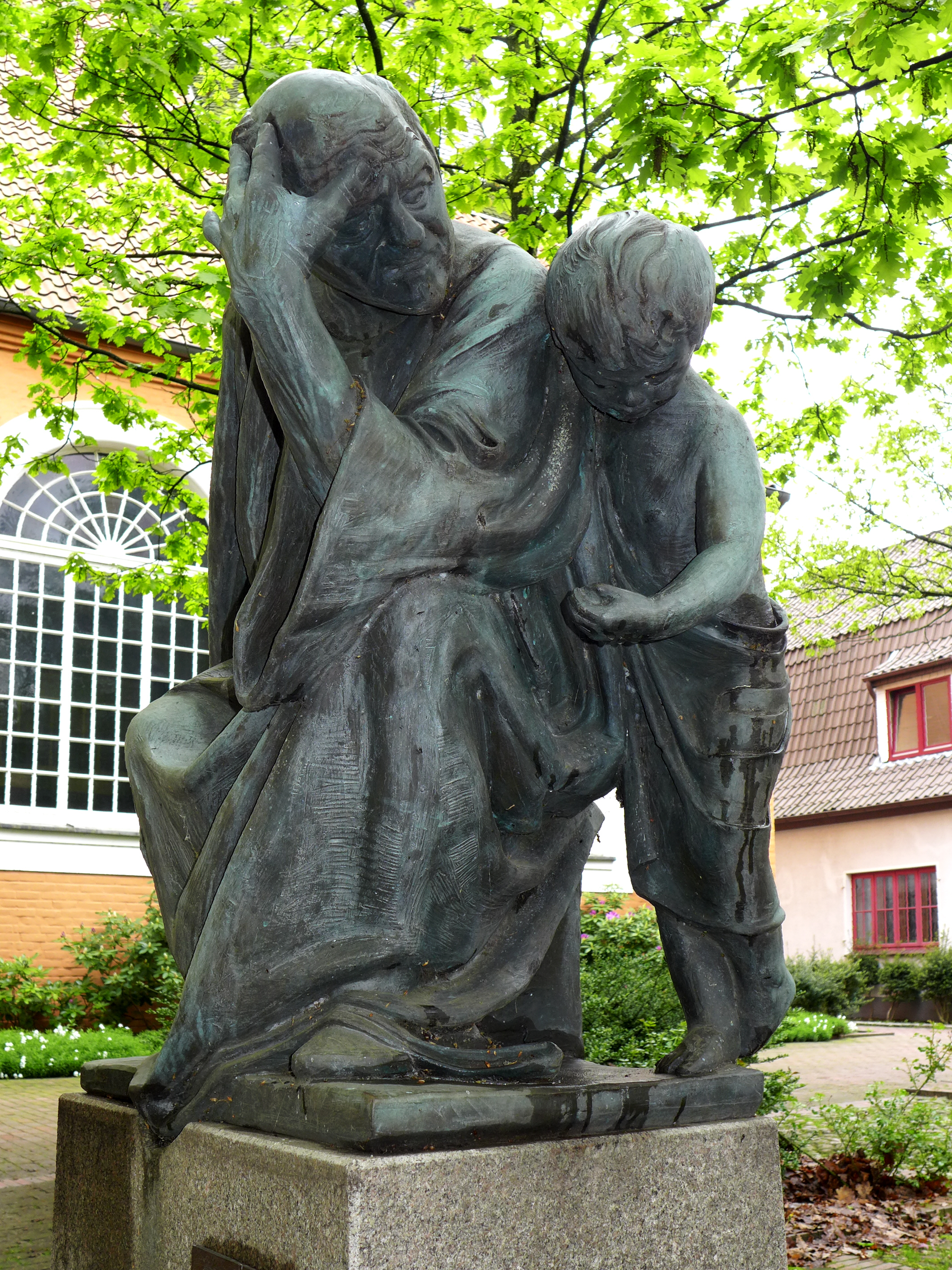
Liborius mit Kind Carsten Eggers St. Liborius Kirche
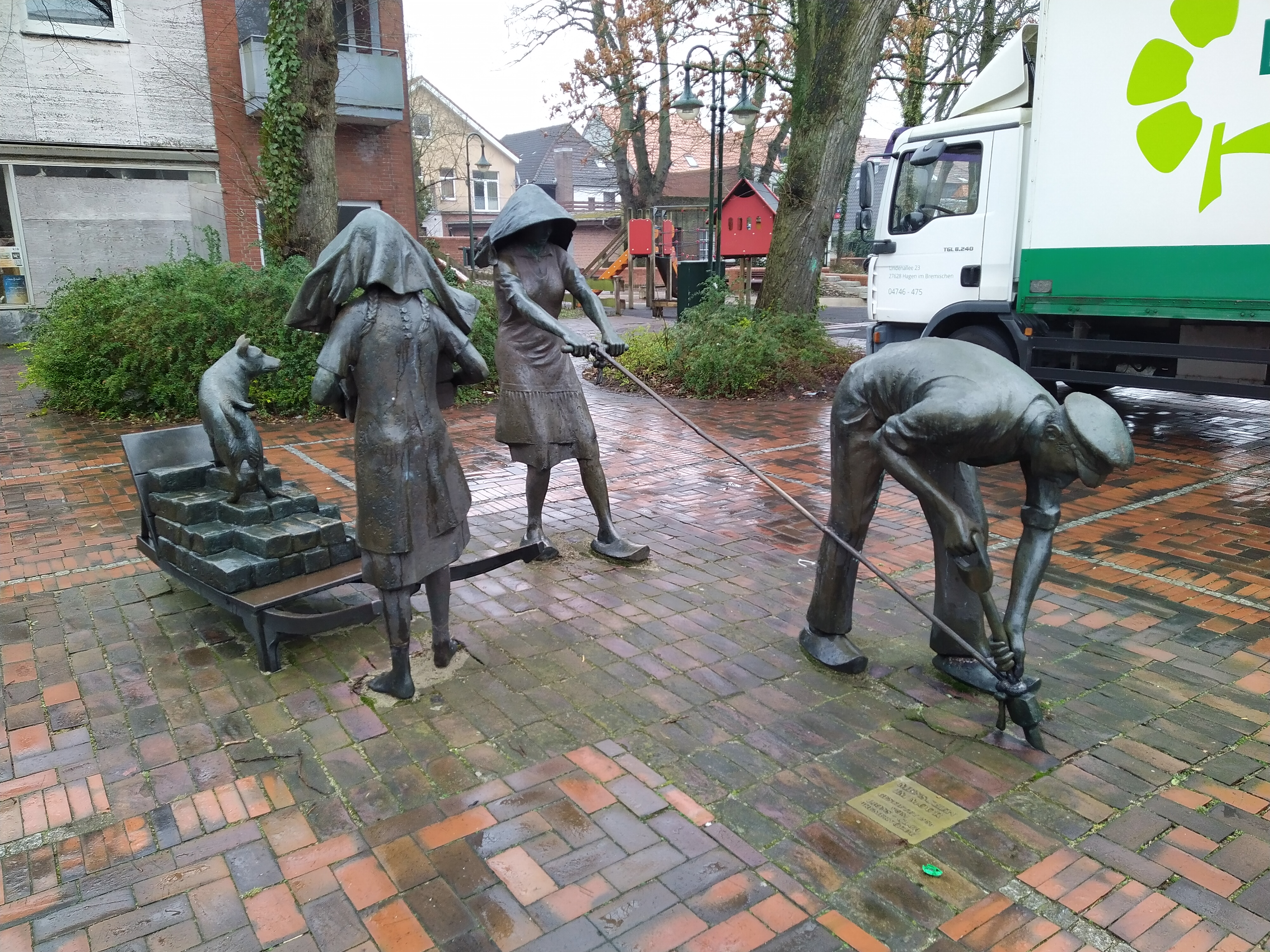
Menschen im Moor Claus Homfeld Rathausmarkt
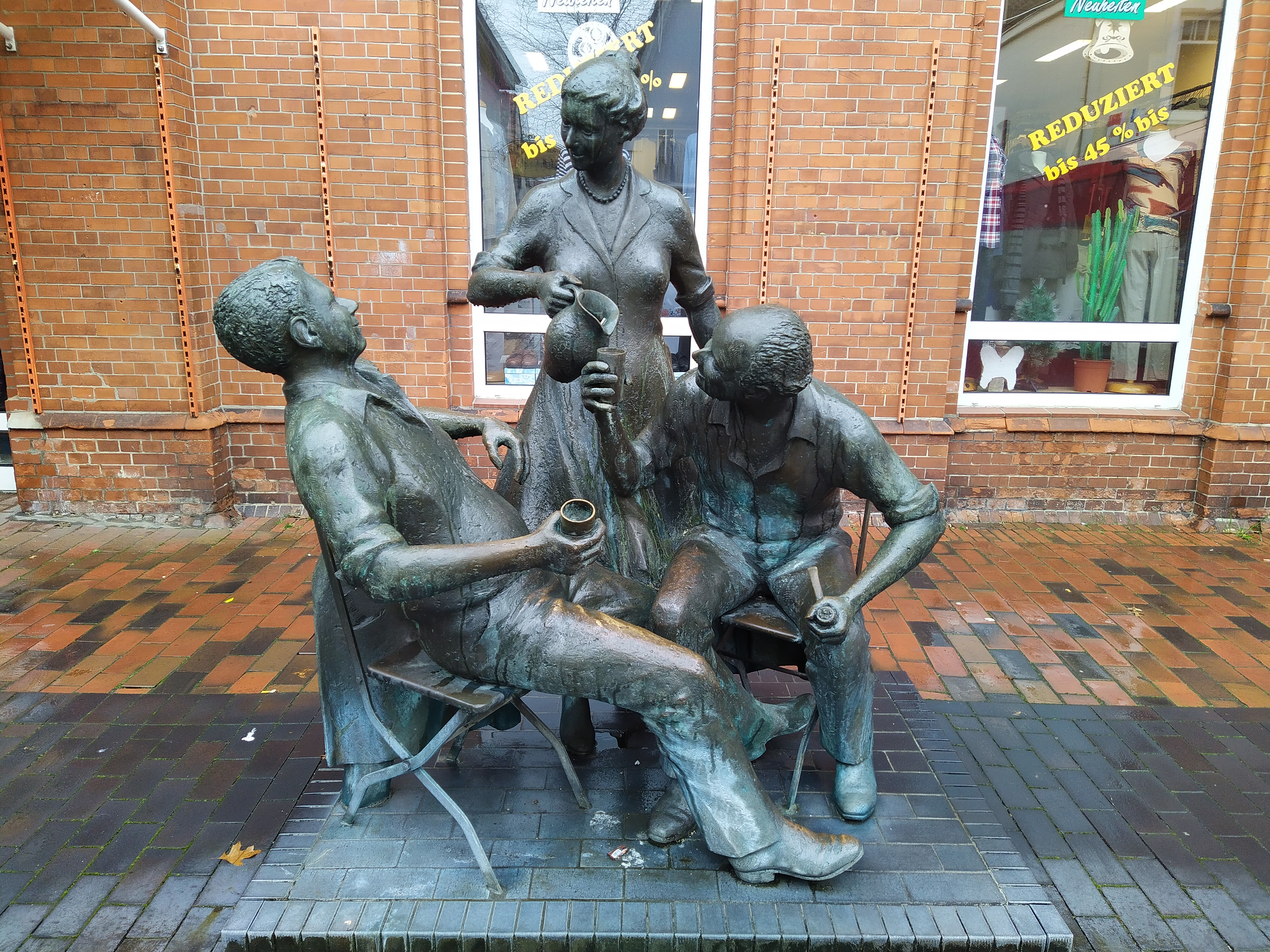
Wassertrinker Claus Homfeld Brunnenstraße
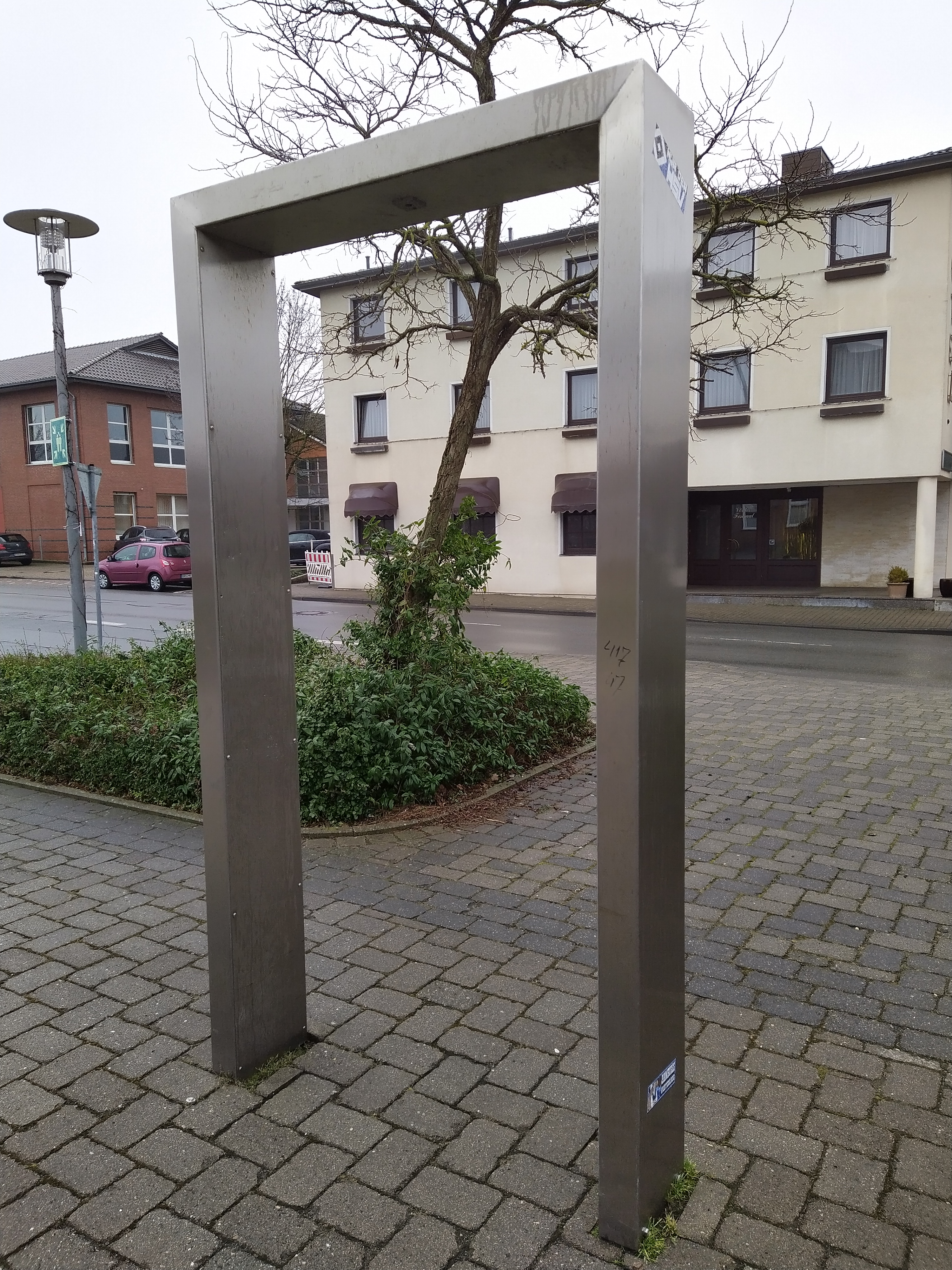
Der freundliche Metalldetektor Florian Münchow & Stefan Adamy Bahnhofsvorplatz
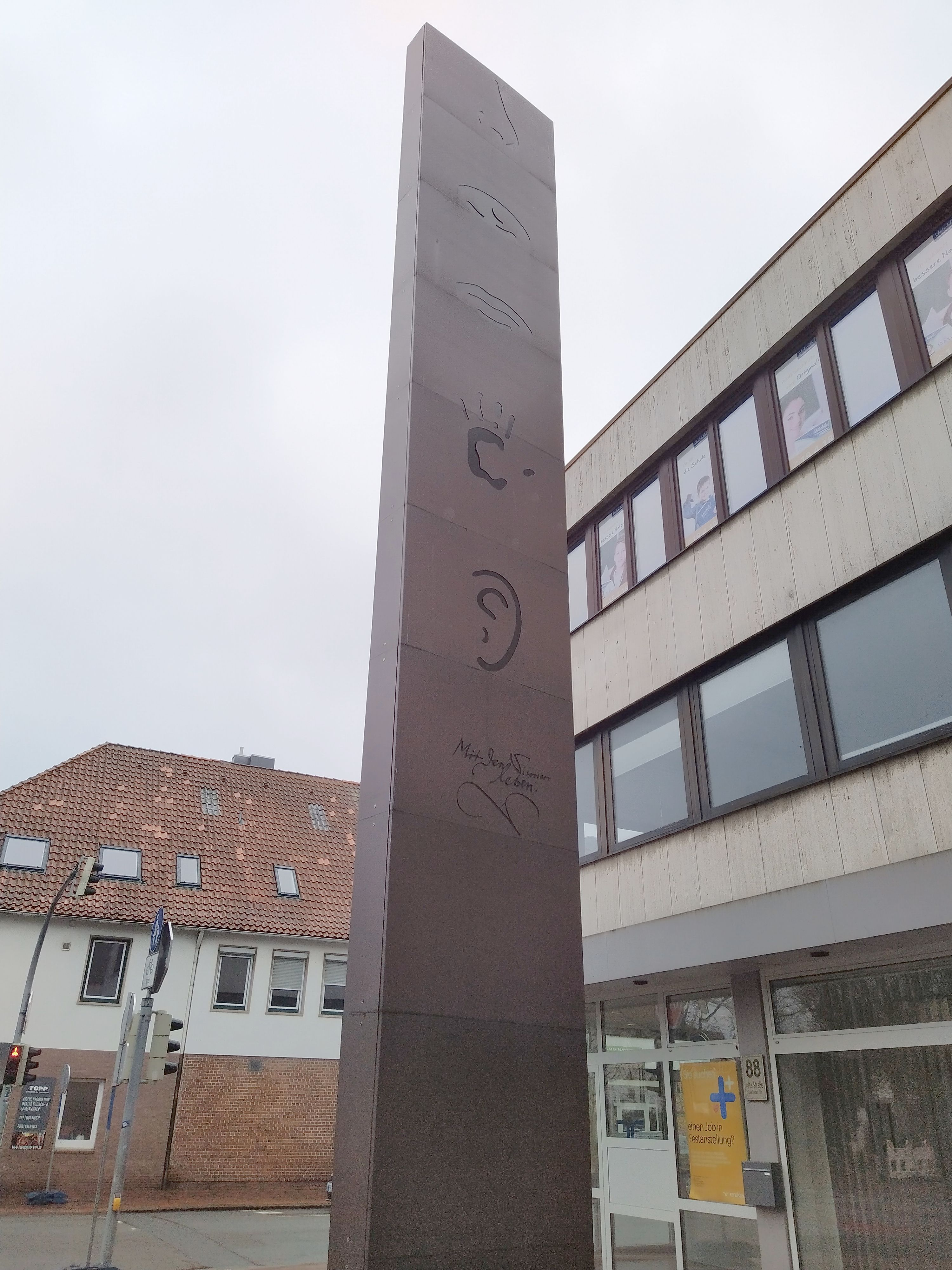
Stele Alte Straße
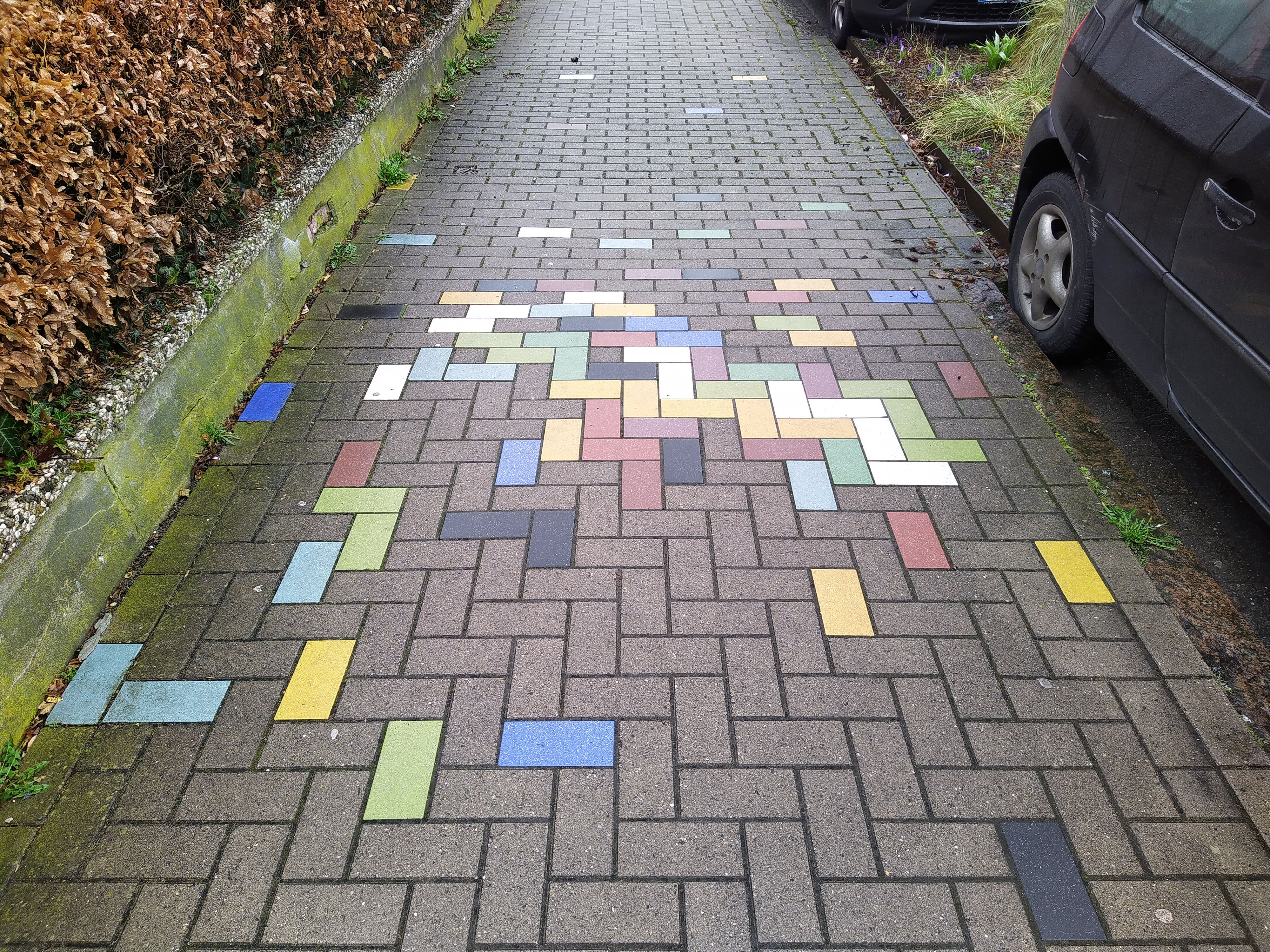
Bunter Weg Leon Frischmuth Bahnhofstraße

## Wirtschaft und Infrastruktur

### Wirtschaft
Bremervörde ist Firmensitz von ca. 150 meist mittelständischen Unternehmen aus unterschiedlichen Branchen. Größte Arbeitgeber der Region sind die Geti Wilba GmbH & Co. KG, Veredler von Wild und Geflügel und Hersteller von Fertiggerichten, die Thomas GmbH & Co. KG mit der Marke Lattoflex, Erfinder des Lattenrosts, heute Produzent von international patentierten Bettsystemen, die überregional tätige Unternehmensgruppe Mode Steffen, das Druck-Unternehmen Oste-Druck.
Die Firma Berry Superfos ist Tochter des US-amerikanischen Konzerns Berry. In Bremervörde sind von den bei Berry Superfos insgesamt Beschäftigten ca. 340 Arbeitnehmer tätig, die thermogeformte Kunststoffverpackungen für Kunden aus der globalen Lebensmittelindustrie entwickeln und fertigen.

### Tourismus

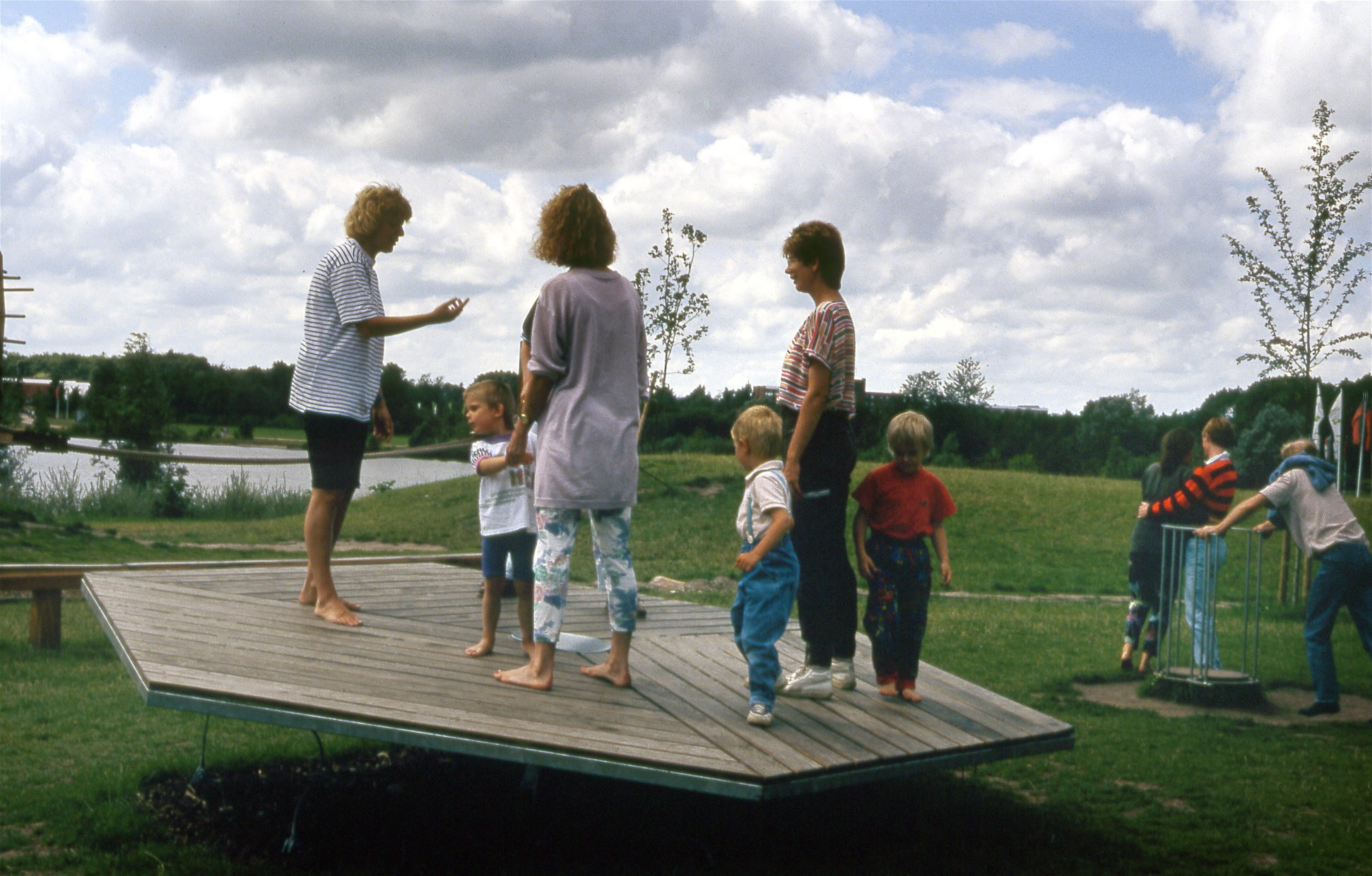
Balancierscheibe in der Welt der Sinne

Bremervörde ist Ausgangs- bzw. Endpunkt der Deutschen Fährstraße. Der Vörder See wird gern zum Baden, aber auch zum Bootsfahren genutzt. Direkt am Vörder See befindet sich der Natur- und Erlebnispark Bremervörde, mit der Welt der Sinne, dem Haus des Waldes, der Skulpturenwiese, der 1991 aus der Ausstellung „Natur im Städtebau“ des Landes Niedersachsen hervorgegangen ist. In dem Park ist die Konzeption der „Erfahrungsfelder zur Entfaltung der Sinne“ von Hugo Kükelhaus in die Praxis umgesetzt worden.

Bremervörde ist Haltepunkt des Moorexpress, einer historischen Bahnlinie, die von Bremen über Worpswede und Bremervörde nach Stade fährt. Sie ermöglicht das Mitnehmen von Fahrrädern, fährt allerdings nur an Sommerwochenenden regelmäßig.

### Medien
In Bremervörde werden die Bremervörder Zeitung mit ihren Sonderausgaben (Rundschau, Sonntagsjournal) und der Bremervörder Anzeiger vertrieben. Überregionale Printmedien werden größtenteils aus dem Großraum Bremen bezogen, Hörfunkmedien kommen aus Bremen und von Hamburg.

### Öffentliche Einrichtungen
- Agentur für Arbeit, Stader Straße 5
- Amtsgericht Bremervörde, Amtsallee 1–2
- Deutsche Post AG, Alte Straße 85–86
- Erziehungs- und Beratungsstelle Landkreis Rotenburg (Wümme), Amtsallee 10 Das Rathaus von Bremervörde

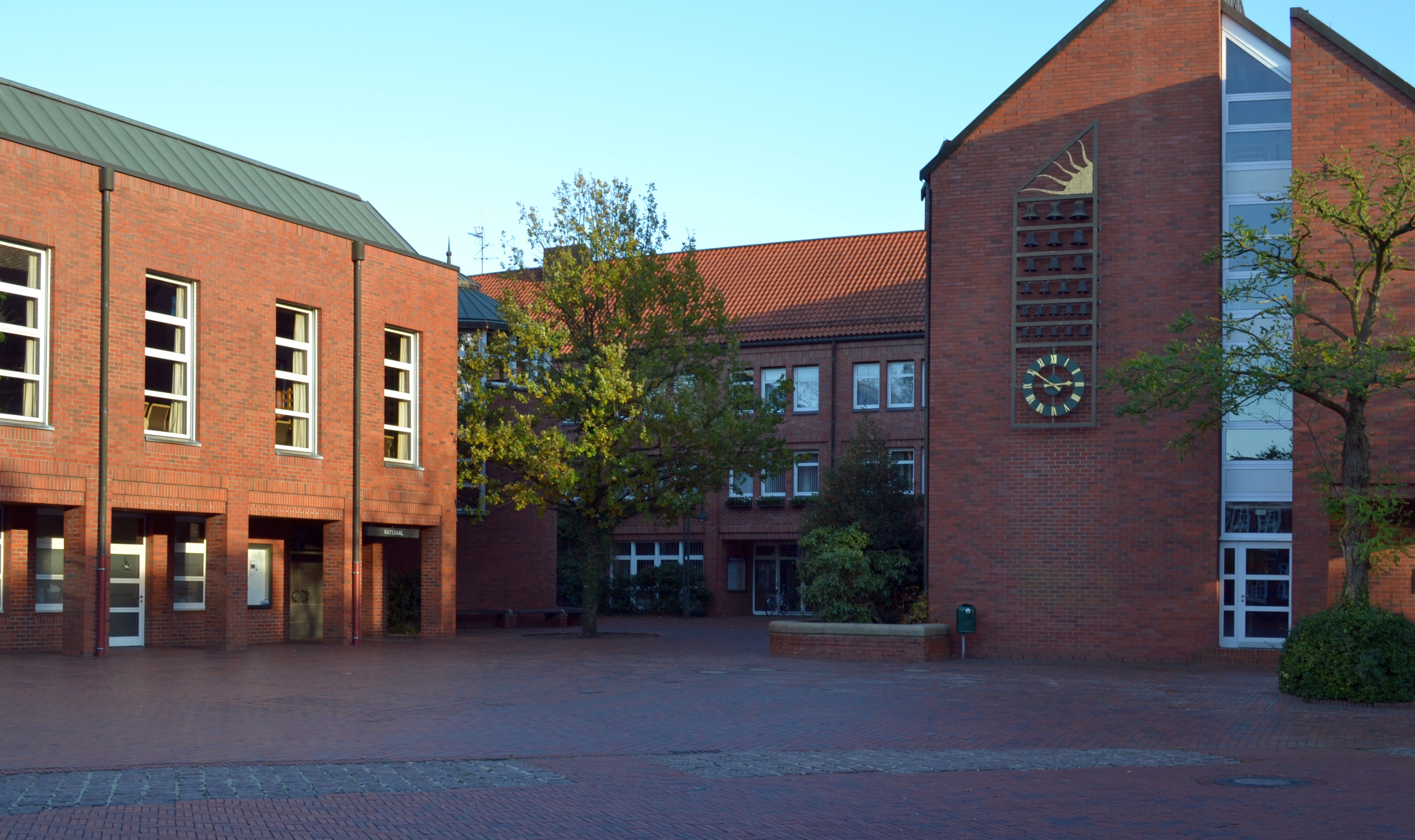
Das Rathaus von Bremervörde

- Gesundheitsamt des Landkreises Rotenburg (Wümme), Amtsallee 4
- Jugendbegegnungsstätte (JUBS), Am Bahnhof 5
- Katasteramt Bremervörde, Amtsallee 7
- Kreisarchiv Rotenburg (Wümme), Bremer Straße 38
- Kreishaus: Das Kreishaus (früher für den Landkreis Bremervörde zuständig) beinhaltet die Nebenstelle des Landkreises Rotenburg (Wümme), das Veterinäramt des Landkreises sowie das Katasteramt des LGLN. Das Kreishaus befindet sich in der Amtsallee 7.
- Landwirtschaftskammer Hannover, Albrecht-Thaer-Straße 6
- Niedersächsisches Landvolk, Kreisverband Bremervörde, Albrecht-Thaer-Straße 6a Der Rathausmarkt in Richtung Norden

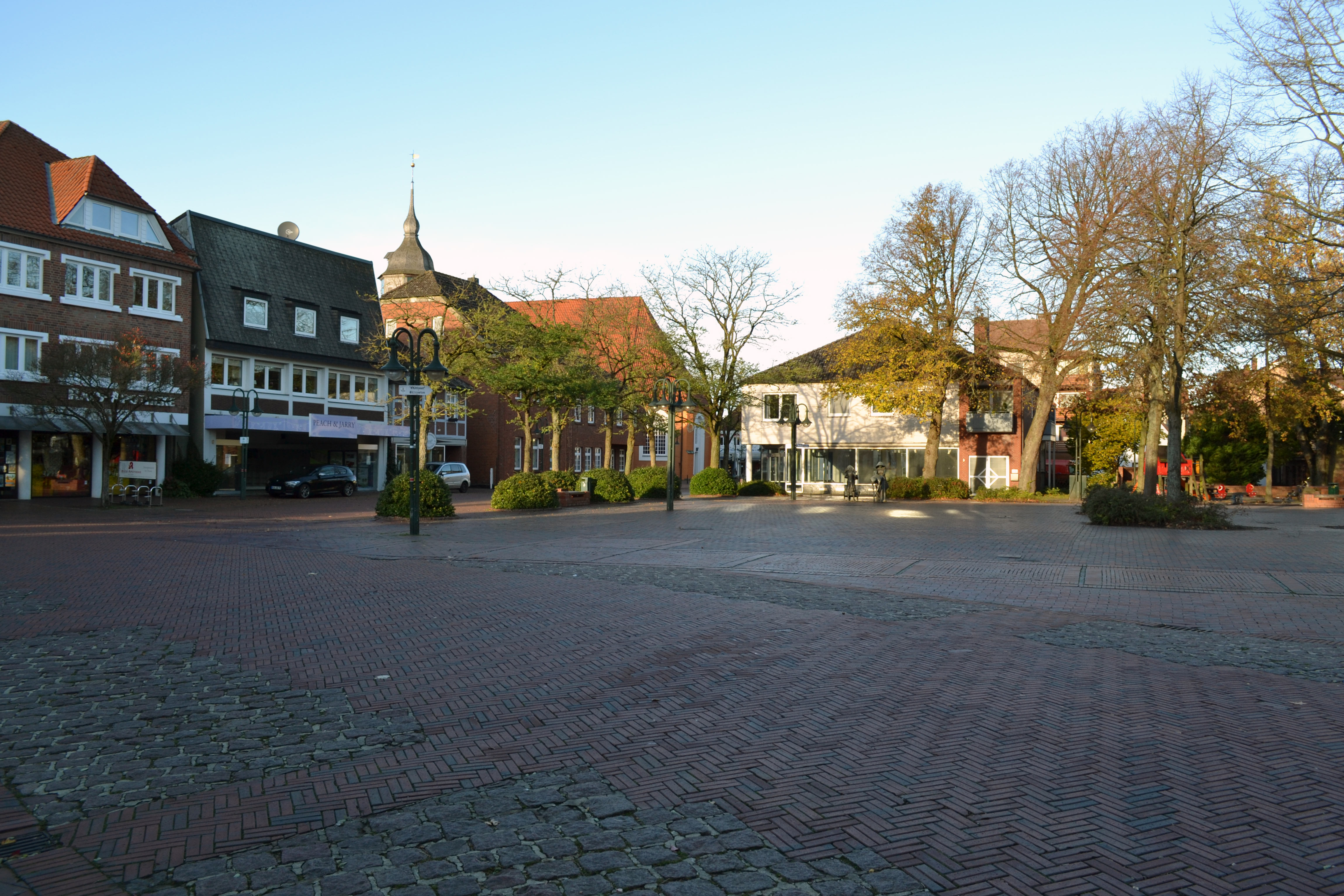
Der Rathausmarkt in Richtung Norden

- Rathauskomplex: Das Bremervörder Rathaus beinhaltet die Stadtverwaltung, den Bürgerservice, das Einwohnermelde- und Gewerbeamt, die Tourist-Information, das Standesamt, die Artothek, die auswärtige Sprechstelle und die Stadtbibliothek. Der Komplex befindet sich am Rathausmarkt 1.
- Straßenmeisterei der Landesbehörde für Straßenbau und Verkehr Stade, Zevener Straße 6

#### Öffentliche Sicherheit
Die folgenden Institutionen sind für die Wahrung der öffentlichen Sicherheit zuständig:
- Freiwillige Feuerwehr Bremervörde mit acht Fahrzeugen und 11 weiteren Ortsfeuerwehren im Stadtgebiet
- Polizeikommissariat Bremervörde, Huddelberg 30[25]
- Justizvollzugsanstalt Bremervörde, Am Steinberg 75

Der Rettungsdienst wird wie im gesamten Landkreis durch das Deutsche Rote Kreuz sichergestellt. In Bremervörde befindet sich die Rettungswache Bremervörde teilweise in Räumlichkeiten des ehemaligen Feuerwehrhauses, das derzeit Hauptsitz des DRK-Kreisverbandes Bremervörde ist. An der Rettungswache sind regulär ein Notarzteinsatzfahrzeug, zwei Rettungswagen und ein Krankentransportwagen stationiert.
Neben dem Regelrettungsdienst wird in Bremervörde eine Schnelleinsatzgruppe durch das DRK betrieben. Neben dieser befindet sich im westlichen Stadtgebiet die Wache der DRK-Bereitschaft Bremervörde, die als Schnelleinsatzgruppe-Betreuung fungiert und mit zwei Krankentransportwagen, einem Mannschaftstransportfahrzeug, einem Gerätewagen und einem Einsatzleitwagen ausgestattet ist.

### Bildung

#### Kindertagesstätten
Im Stadtgebiet liegen neun Kindertagesstätten, vier davon in den umliegenden Ortschaften.
- DRK-Kindergarten
- DRK-Kinderhaus
- Evangelische Kindertagesstätte Sternenlicht
- Evangelischer Kindergarten Schmetterlingswiese, Iselersheim
- Evangelischer Kindergarten St. Liborius
- Kindertagesstätte der Lebenshilfe Unterm Regenbogen, Hesedorf
- Städtische Kindertagesstätte Abenteuerland
- Städtischer Kindergarten Kunterbunt, Elm
- Städtischer Kindergarten Schatzkiste, Plönjeshausen

#### Schulen

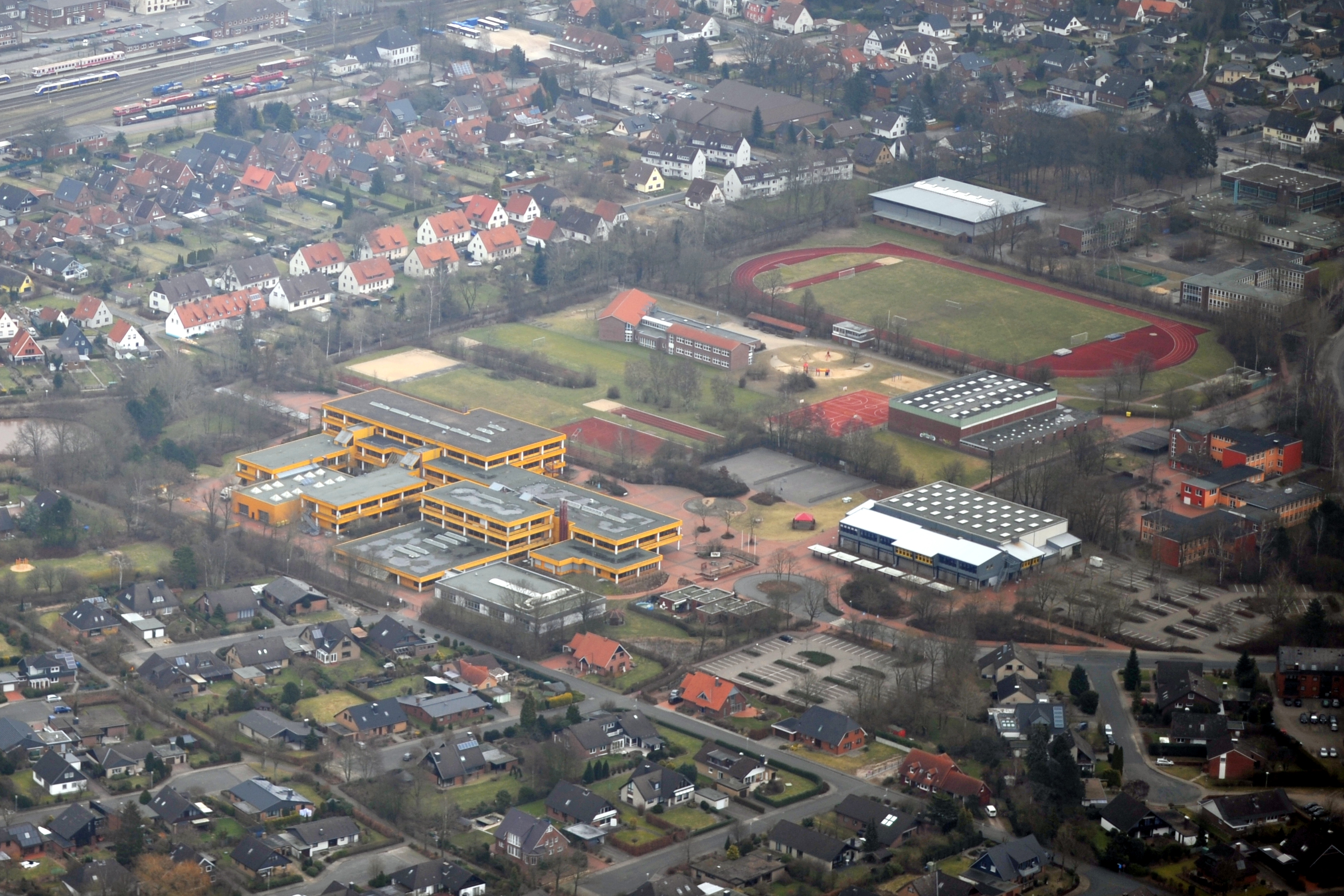
Das Schulzentrum Engeo mit dem Gymnasium und den Berufsbildenden Schulen (l.), der Hauptschule (r.), der Realschule (r. o.) sowie der Grundschule Engeo (m.)

Bis Mitte 2014 existierten sechs Grundschulen. Vier davon befanden sich in den umliegenden Ortschaften Bevern, Elm, Hesedorf und Iselersheim und wurden bis 2017 nacheinander geschlossen, so dass heute nur noch die beiden Grundschulen in der Stadt bestehen:
- Grundschule Bremervörde-Stadtmitte
- Grundschule Bremervörde-Engeo

Alle weiterführenden Schulen befinden sich im Schulzentrum Engeos, lediglich die Förderschule befindet sich in der Innenstadt.
- Findorff-Realschule Bremervörde
- Gymnasium Bremervörde
- Hauptschule Bremervörde
- Johann-Heinrich-von-Thünen-Schule, Berufsbildende Schulen Bremervörde
- Förderschule am Mahlersberg

#### Sonstige Institutionen
In der Kreismusikschule (Zweigstelle des Landkreises) nahe dem Bahnhof können musikalische Grundfertigkeiten sowie das Benutzen von Instrumenten erlernt werden. Außerdem werden Kurse für Kinder von drei bis acht Jahren angeboten. Die Elbe-Weser-Akademie e. V. fördert und bildet in vier Bereichen Erwachsene aus. Diese Schwerpunkte sind das Berufsförderungszentrum zum Erlernen von kaufmännischen und gewerblichen Berufen, die Senioren-Akademie (spezielle Förderung von Senioren), Kurse und Lehrgänge sowie Wirtschaftsseminare (insbesondere Firmenschulungen).
Die Stadtbücherei bietet eine Auswahl von über 20.000 Einheiten an, die aus Printmedien (Bücher, Zeitungen, Zeitschriften) und Audio- sowie Videomedien (CDs, DVDs, Hörbücher) bestehen. Auch ein Internetstellplatz steht zur Verfügung, zudem finden regelmäßig Lesungen und Vorträge statt.
Das Ostel Jugendhotel Bremervörde ist Integrationshotel und Bildungsstätte für behinderte und nicht behinderte Menschen aller Altersgruppen, insbesondere zum Thema Umwelt in Kooperation mit dem Regionalen Umweltbildungszentrum (RUZ) NABU Umweltpyramide.

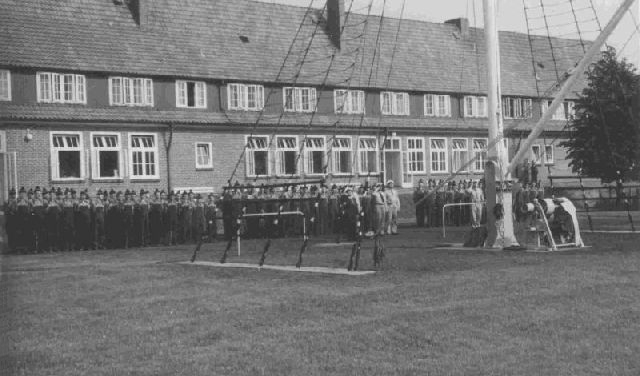
Ehemalige Seemannsschule Bremervörde von 1957 bis 1973/74 (1958)

Bremervörde war von 1957 bis 1974 Standort einer Seemannsschule, Brackmannstraße 8, als Zweigstelle der Hamburger Seemannsschulen.

### Kirchen

#### St.-Liborius Kirchengemeinde Bremervörde
Die St.-Liborius Kirche befindet sich zentral in der Innenstadt von Bremervörde.

#### Weitere Gemeinden
In Bremervörde gibt es mehrere evangelische Kirchengemeinden, zudem eine katholische und neuapostolische Kirchengemeinde sowie die Zeugen Jehovas.
- Evangelisch-lutherische Auferstehungskirche
- Ev.-luth. Kirchengemeinde Bevern mit Heilig-Kreuz-Kirche (Bevern) von 1880
- Ev.-luth. Kirchengemeinde Elm
- Ev.-luth. Kirchengemeinde Hesedorf
- Ev.-luth. Kirchengemeinde Iselersheim
- Freie evangelische Gemeinde (ev. Freikirche)
- Zeugen Jehovas
- Katholische Kirche St. Michael
- Neuapostolische Kirche

### Gesundheitswesen
Im Südteil der Stadt liegt das Oste-Klinikum der OsteMed Kliniken und Pflege GmbH, welches Krankenhaus für den Großraum Bremervörde (beinhaltet das Stadtgebiet sowie Geestequelle, Gnarrenburg, Kutenholz und Selsingen) ist. Künftig wird auch der Einzugsbereich des bisherigen Krankenhauses Zeven dazu gehören, also die Samtgemeinden Zeven, Tarmstedt und Sittensen. Zudem befinden sich im Komplex viele kleinere Arztpraxen von Spezialisten. Außerdem liegen in der Innenstadt viele Allgemeinarztpraxen und Zahnarztpraxen. Darüber hinaus haben die OsteMed Kliniken weitere Standorte in der Stadt, besonders im Pflegebereich.

### Verkehrsanbindung

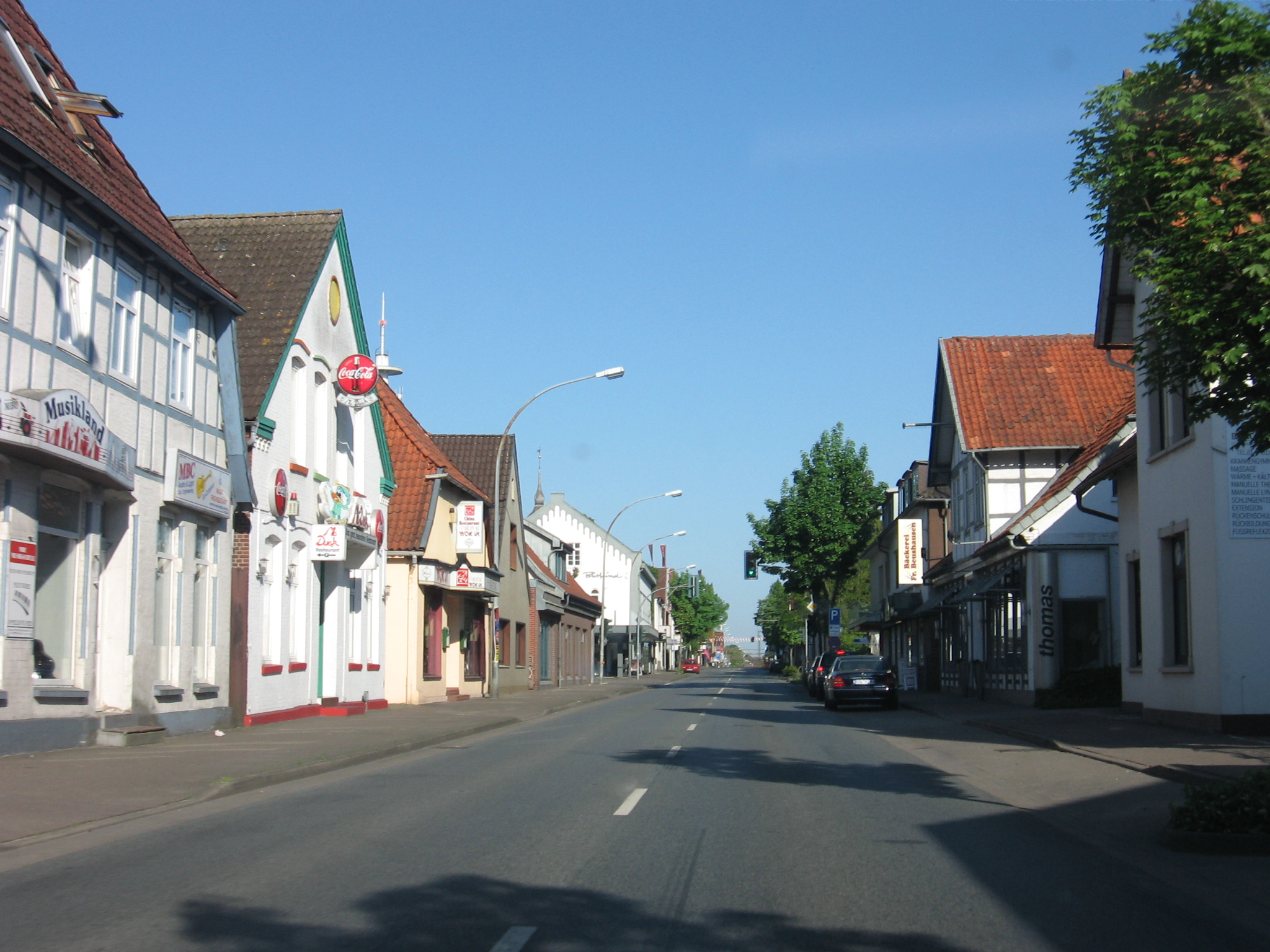
Die Bundesstraße 71/74 (Neue Straße) in Richtung Westen

#### Straßenverkehr
Bremervörde ist aufgrund seiner zentralen Lage im Elbe-Weser-Dreieck an zahlreiche Bundesstraßen des Fernverkehrsstraßennetzes angeschlossen. Die Bundesstraße 71 (Bremerhaven – Magdeburg) führt in westlicher Richtung über Beverstedt nach Bremerhaven sowie in südlicher Richtung über Zeven nach Rotenburg (Wümme). Die Bundesstraße 74 (Berne – Stade), verbindet Bremervörde nach Südwesten mit Hambergen, Osterholz-Scharmbeck, Ritterhude und Bremen, nach Nordosten mit Stade. Über die westlich von Bremervörde beginnende Bundesstraße 495 (Glinde – Glückstadt) erreicht man Hemmoor und mittels Nutzung der Elbfähre Glückstadt–Wischhafen Glückstadt.
An das Nahverkehrsstraßennetz ist Bremervörde über die Landesstraße 123 (Horneburg – Bremervörde) sowie zahlreiche Kreisstraßen angeschlossen. Die Kreisstraßen 102 (nach Gnarrenburg), 105 (nach Iselersheim) und 148 (nach Glinstedt) haben ihren Beginn bzw. ihr Ende in der Kernstadt Bremervörde. Die Landesstraße 114 endet im Stadtteil Elm und führt nach Himmelpforten. Im erweiterten Stadtgebiet verlaufen zudem die Kreisstraßen 106, 107, 125, 127 und 136, die zumeist die Stadtteile untereinander verbinden.
Eine weitere Fernverkehrsanbindung erhält Bremervörde mit dem Bau der Bundesautobahn 20, die in West-Ost-Richtung durch das nördliche Stadtgebiet sowie die Stadtteile Hönau-Lindorf und Nieder Ochtenhausen führen soll. Dabei soll nördlich von Glinde an der Bundesstraße 495 die Anschlussstelle „Bremervörde“ entstehen. Über die Bundesautobahn 20 wird Bremervörde Richtung Westen mit Beverstedt, Bremerhaven sowie dem nordwestlichen Niedersachsen verbunden sein, in Richtung Osten mit Himmelpforten, Drochtersen sowie Schleswig-Holstein.
Die Tabelle listet die Fernverkehrsverbindungen Bremervördes mit Straßenkategorie, Straßennummer, Straßenverlauf (beinhaltet eine Auswahl von Städten bzw. Ortschaften) sowie Anmerkungen zur jeweiligen Verbindung auf.
| Kat. | Nummer | Verlauf | Anmerkungen              |
| ---- | ------ | --- | ------------------------ |
| A    | A20    | Westerstede – Bremerhaven – Bremervörde – Lübeck – Wismar – Rostock – Stralsund – Greifswald – Neubrandenburg – Uckermark | kursiv in Planung        |
| B    | B71    | Bremerhaven – Bremervörde – Zeven – Rotenburg (Wümme) – Soltau – Uelzen – Salzwedel – Gardelegen – Magdeburg              |                          |
| B    | B74    | Berne – Bremen – Ritterhude – Osterholz-Scharmbeck – Hambergen – Bremervörde – Stade                                      | Weserfähre von Berne     |
| B    | B495   | (Bremervörde über / –) Glinde – Lamstedt – Hemmoor – Wischhafen – Glückstadt                                              | Elbfähre nach Glückstadt |

#### Schienenverkehr

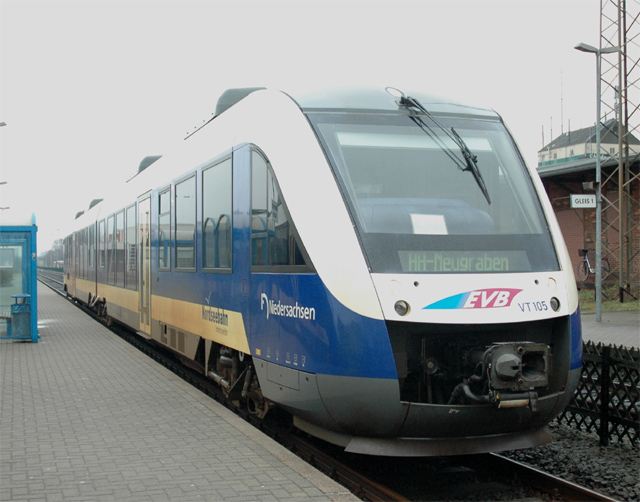
Zug der EVB im Bremervörder Bahnhof

Bremervörde ist ein Eisenbahnknoten aus den Bahnstrecken Bremerhaven-Wulsdorf–Buchholz, Hesedorf–Stade, Bremervörde–Walsrode und Bremervörde–Osterholz-Scharmbeck, die von den Eisenbahnen und Verkehrsbetriebe Elbe-Weser (EVB) betrieben werden. Zwischen Bremerhaven, Bremervörde und Buxtehude besteht täglicher Personenverkehr. Auf der Relation Bremen–Bremervörde–Stade verkehrt an Wochenenden sowie an Feiertagen von Frühjahr bis Herbst der touristische Moorexpress. Seit geraumer Zeit wird von großen Teilen der Bevölkerung eine Reaktivierung der Moorexpress-Strecke gefordert und von den beteiligten Parteien geprüft. Der Abschnitt Bremervörde–Rotenburg (Wümme) der Bahnstrecke Bremervörde–Walsrode wird als Güterverkehrsstrecke und ist Teil des im Elbe-Weser-Dreieck praktizierten Hafenhinterlandverkehrs. Im Zuge dessen restauriert, technisiert und erweitert die EVB ihre Strecken zusehends, sodass beispielsweise eine Verkehrsspange (Y-Trasse) zwischen Hesedorf und Bevern errichtet werden soll, sobald das Güteraufkommen stark ansteigt.
Im September 2018 startete in Bremervörde der Testbetrieb des mit Wasserstoff angetriebenen Personenzugs Coradia iLint. Hierbei handelt es sich laut Eisenbahnen und Verkehrsbetriebe Elbe-Weser (EVB) um den weltweit ersten mit Brennstoffzelle betriebenen Zug. Er fährt komplett emissionsfrei.  An dem Projekt sind neben Alstom die Eisenbahnen und Verkehrsbetriebe Elbe-Weser, die Landesnahverkehrsgesellschaft Niedersachsen (LNVG) und das Gase- und Engineering-Unternehmen Linde beteiligt.
| Linie | Linienverlauf | Takt (min)        | EVU |
| ----- | --- | ----------------- | --- |
| RB33  | Cuxhaven – Nordholz – Dorum – Wremen – Bremerhaven-Lehe – Bremerhaven Hbf (– Bremerhaven-Wulsdorf – Sellstedt – Wehdel – Geestenseth – Frelsdorf – Heinschenwalde – Oerel – Bremervörde – Hesedorf – Kutenholz – Brest-Aspe – Bargstedt – Harsefeld – Ruschwedel – Apensen – Buxtehude) | EVB               |     |
|       | Stade – Fredenbeck – Bremervörde – Gnarrenburg – Worpswede – Osterholz-Scharmbeck – Bremen Hbf | vier Züge täglich | EVB |

#### Fernbusverkehr
Per Fernbus wurde bis 2022 Bremervörde von Flixbus auf der Linie zwischen Cuxhaven und Berlin (über Hamburg) bedient. 2004 gab es eine Busverbindung (Linie 3) zur damaligen Diskothek nach Debstedt bei Bremerhaven.

#### Schiffsverkehr
Bremervörde hat am Beginn der Unteroste einen Sportboothafen. Über die Oste gelangt man zur Elbe. Die Frachtschifffahrt über den Ostehafen Bremervörde spielte früher eine große Rolle, bis 1950 war Bremervörde ein wichtiger Umschlagshafen für Torf, danach für Stackbusch. Frachtschifffahrt gibt es in Bremervörde heute nicht mehr.

#### Fahrrad
Rund um und durch Bremervörde verlaufen viele Radrouten, die Teil des Radtourismus im Landkreis Rotenburg sind. Die wichtigsten umliegenden Routen sind die Deutsche Fährstraße, die Geest-Route, die Moorteufel-Route, die Mühlenroute, die Ostekultur-Route, der Oste-Radweg, der Radwanderweg Vom Teufelsmoor zum Wattenmeer und die Waldentdecker-Route.

## Persönlichkeiten

### In Bremervörde geboren
- Johann Adolf Tassius (1585–1654), Mathematiker, Naturforscher
- Michael Havemann (1597–1672), Theologe und Generalsuperintendent der Generaldiözese Bremen-Verden
- Johann Friedrich von Marschalck (1618–1679), Kanzler des dänischen Königs für Norwegen mit Sitz in Bergen (Norwegen).
- Johann Hugo von Lente (1640–1718), Diplomat und Kanzler von Schleswig-Holstein
- Dietrich Tiedemann (1748–1803), Alt-Philologe und Philosoph, Hochschullehrer
- Georg Alexander Ruperti (1758–1839), deutscher lutherischer Theologe
- Alexander von der Schulenburg-Emden (1762–1820), Großgrundbesitzer
- Diedrich Wilhelm Andreas Augspurg (1818–1898), Politiker (Nationalliberale Partei), Reichstagsabgeordneter
- Otto Heinrich Lange (1821–1887), Pianist, Chorleiter und Komponist
- Carl Ahlers (1823–1868), Fabrikant
- Ernst Rolffs (1867–1947), evangelischer Theologe und Stadtsuperintendent in Osnabrück
- Friedrich Adolf Willers (1883–1959), Mathematiker, Hochschullehrer
- Harald Heyns (1913–2004), SS-Angehöriger (Massaker von Caen)
- Heinz Graßhoff (1915–2002), Bauingenieur
- Ernst-August Rabe (1917–1988), Politiker (LDPD)
- Hans-Hubertus Bühmann (1921–2014), Landrat und Landtagsabgeordneter (CDU)
- Martin Greiffenhagen (1928–2004), Politikwissenschaftler
- Rolf Möller (* 1930), Jurist, Staatssekretär in Niedersachsen
- Hermann Meyn (* 1934), Journalist
- Burghard von Lüpke (* 1939), Forstwissenschaftler
- Heinrich Schmidt-Gayk (1944–2007), Labormediziner und Osteologe
- Hans-Peter Nolting (* 1945), Psychologe
- Rainer Brandt (* 1945), Heimatforscher und Schriftsteller
- Ulrich Eggers (* 1955), Journalist, Publizist, evangelischer Theologe und Pastor
- Peter Weihe (* 1955), Gitarrist
- Michael Ehrhardt (* 1966), Historiker
- Antje Krause (* 1966), Bioinformatikerin und Hochschullehrerin
- Angelika Dreock-Käser (* 1967), Paracyclerin
- Hartmut Semken (* 1967), Politiker (Piratenpartei)
- Dan mon O’Dey (* 1972), Arzt
- Uwe Steinmetz (* 1975), Jazzmusiker
- Insa Tietjen (* 1979), Politikerin (Die Linke)
- Dorothea Brandt (* 1984), Schwimmerin
- Vanessa-Kim Zobel (* 1988), Politikerin (CDU) und Bankkauffrau
- Brian Behrendt (* 1991), Fußballspieler
- Keke Topp (* 2004), Fußballspieler
- Mia Griesel (* 2006), Tischtennisspielerin

### Mit Bremervörde verbunden
- Albert II. (Bremen) (1359–1395), Erzbischof von Bremen, starb hier
- Johann III. Rode von Wale (1445–1511), Erzbischof von Bremen, starb hier
- Heinrich von Sachsen-Lauenburg (1550–1585), nicht anerkannter Erzfürstbischof und Fürstbischof, starb hier
- Jürgen Christian Findorff (1720–1792), Moorkolonisator, gründete die Stadtteile Iselersheim, Mehedorf und Ostendorf, starb hier
- Joachim Burfeindt (1892–1982), Politiker (DP), Landwirt, Geschäftsführer der Kleinbahn Bremervörde, starb hier
- Gerhard Lemmel (1902–1987), Internist, 1948–1967 Chef im Kreiskrankenhaus, dann niedergelassen in Bremervörde
- Bernd Klingner (* 1940), Olympiasieger 1968 im Kleinkaliber Dreistellungskampf, Gründer der Klingner GmbH Schützenbedarf in Bremervörde
- Peter Kohnke (1941–1975), Olympiasieger 1960 im Wettbewerb Kleinkaliber/liegend, starb hier
- Joachim von der Wense (* 1945), Jurist, Politiker (CDU), war von 1983 bis 1992 Stadtdirektor und danach bis 2001 Oberbürgermeister von Greifswald
- Klaus Thomforde (* 1962), Fußballtrainer und ehemaliger Torhüter, geboren im Stadtteil Minstedt
- Martin Müller-Falcke (* 1972), Ruderer
- Falko Hönisch (* 1977), deutscher Opern- und Konzertsänger, Kulturschaffender, Politiker (SPD) und Stadtbürgermeister von St. Goar am Rhein
- Wilhelm Lührs (1885–1974), 1934 bis 1945 Bürgermeister (NSDAP) von Bremervörde
- Siegfried (Siggi) Scheid (1943–2018), Träger des Bundesverdienstkreuzes und Gründer des Vereines „Helfen um zu Helfen“, der Menschen in Rumänien bis zum Tod von Siggi Scheid unterstützt hat.
- Eduard Gummich (* 1957), 1997 bis 2014 Bürgermeister von Bremervörde